# 阿爾扎哈拉古城
阿爾扎哈拉古城（阿拉伯语：‎；转写：Madīnat az-Zahrā，“闪耀之城”）是一座位于西班牙安达卢西亚自治区科尔多瓦市西郊的历史古城遗迹。
阿尔扎哈拉古城由倭马亚王朝建立于公元10世纪中叶，是科尔多瓦哈里发的所在地。经过约80年的繁荣后，该城被1009-1010年的内战摧毁，之后一直被废弃。其遗迹被遗忘了近千年，直到20世纪初被重新发现。这个完整的城市综合体拥有道路、桥梁、水务系统、各类建筑、装饰元素和日用基础设施等。它近乎完好地再现了已消失的安达卢斯西方伊斯兰文明在其鼎盛时期的风貌。
2017年1月12日，阿爾扎哈拉古城作为科爾多瓦市的候选遗产，进入世界文化遗产候选名单。2018年7月1日，它被联合国教科文组织正式宣布为世界文化遗产。

## 名称
阿尔扎哈拉古城的阿拉伯文是“‎”。其中“‎”意为城市。“阿尔”或“阿”是阿拉伯语定冠词的音译，“扎哈拉”（阿拉伯语：‎）则是一名词，来自词根*‎，意为“花”，可以引申为“盛开、绽放、繁荣、闪耀”之意。
根据当地传说，阿尔扎哈拉城是哈里发为了纪念他最爱的妻子扎哈拉而建。

## 古城结构
阿尔扎哈拉古城位于莫雷納山脈山麓，面朝瓜达尔基维尔河。斜坡地形将城市自然划分为三个部分。北部最高，为哈里发的住宅区；中间则是行政官员的住所；较低的地带是普通市民和士兵的住所，建有清真寺、集市、浴室和花园等。

### 门廊
大门廊（西班牙語：Gran Pórtico）是阿尔扎哈拉古城的东入口。它最初由15个拱门组成，中央是马蹄形大拱门，两旁是连在一起的14个拱门。后来它被重新改造，几个拱门被拆除。大门廊长度约111.27米，宽2.92米，高9.46米。

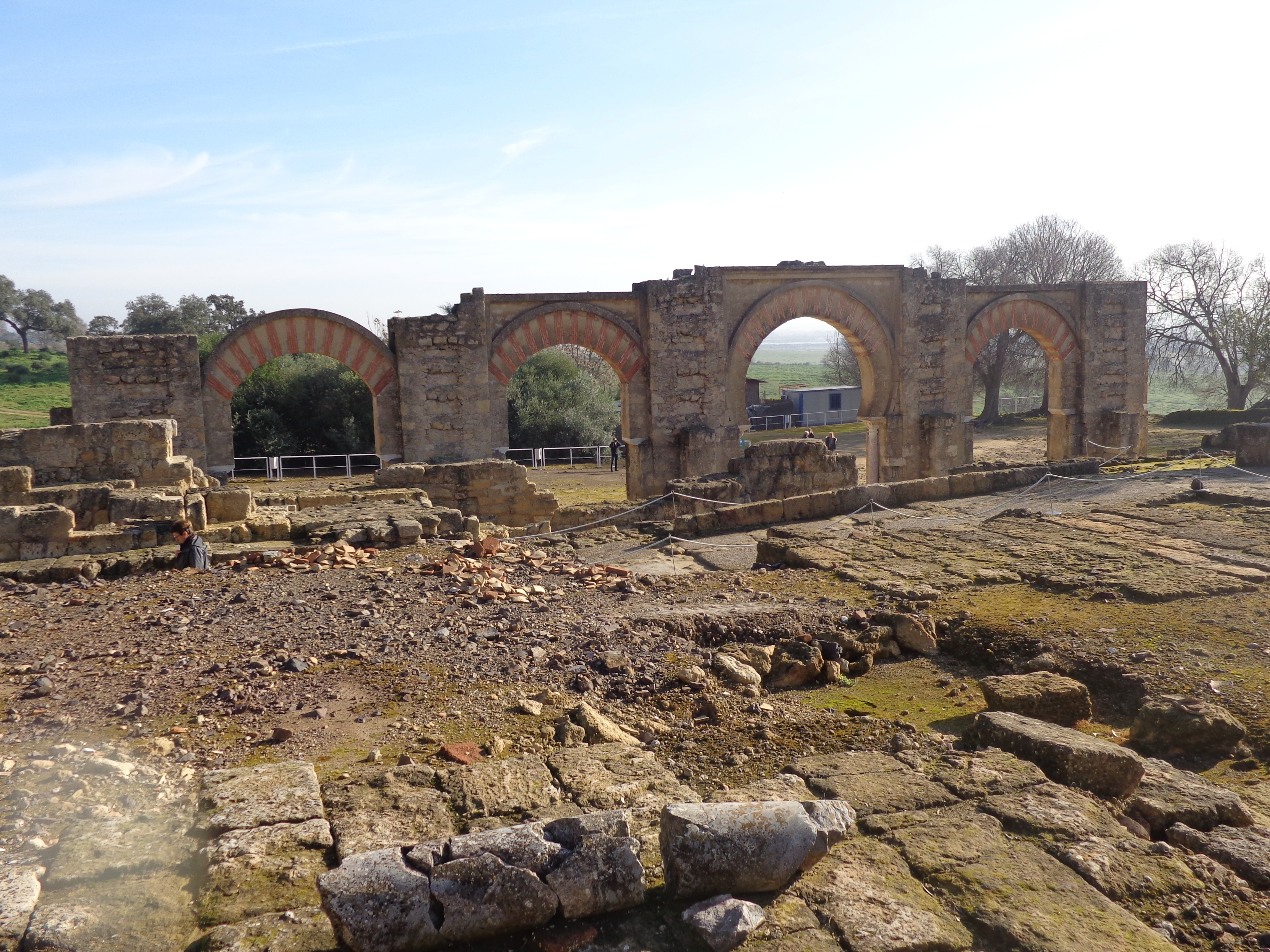
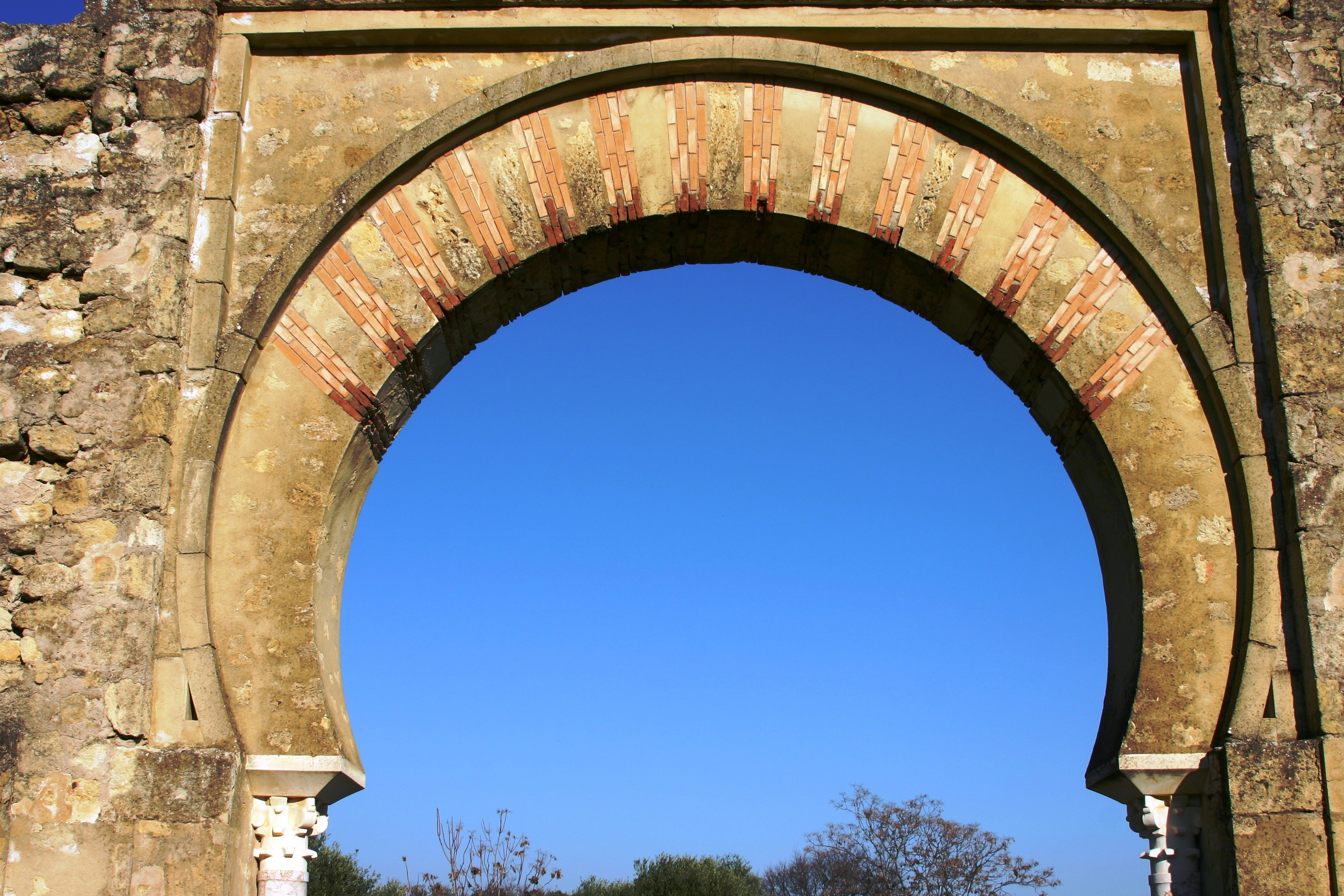
门廊中央拱
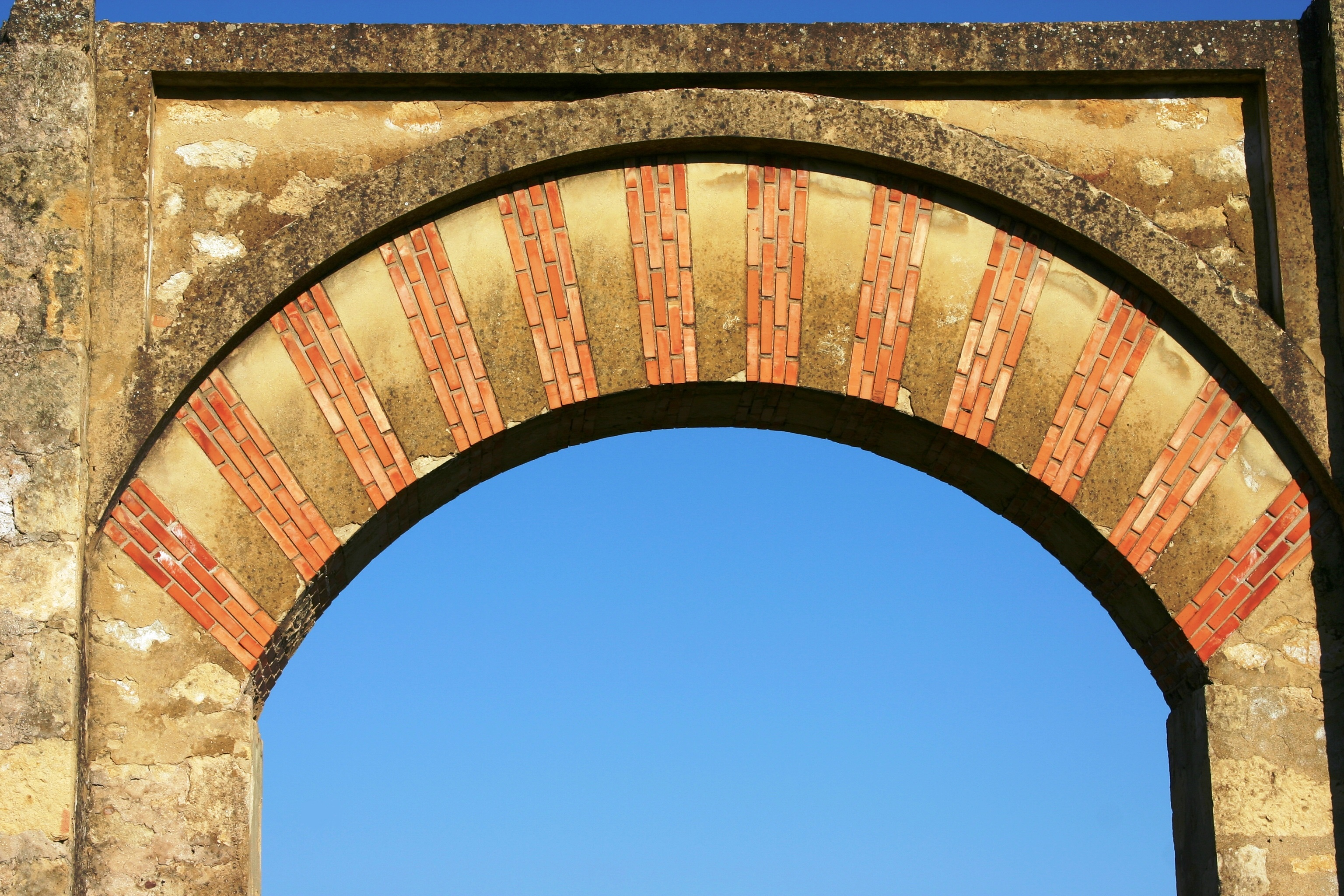
边拱
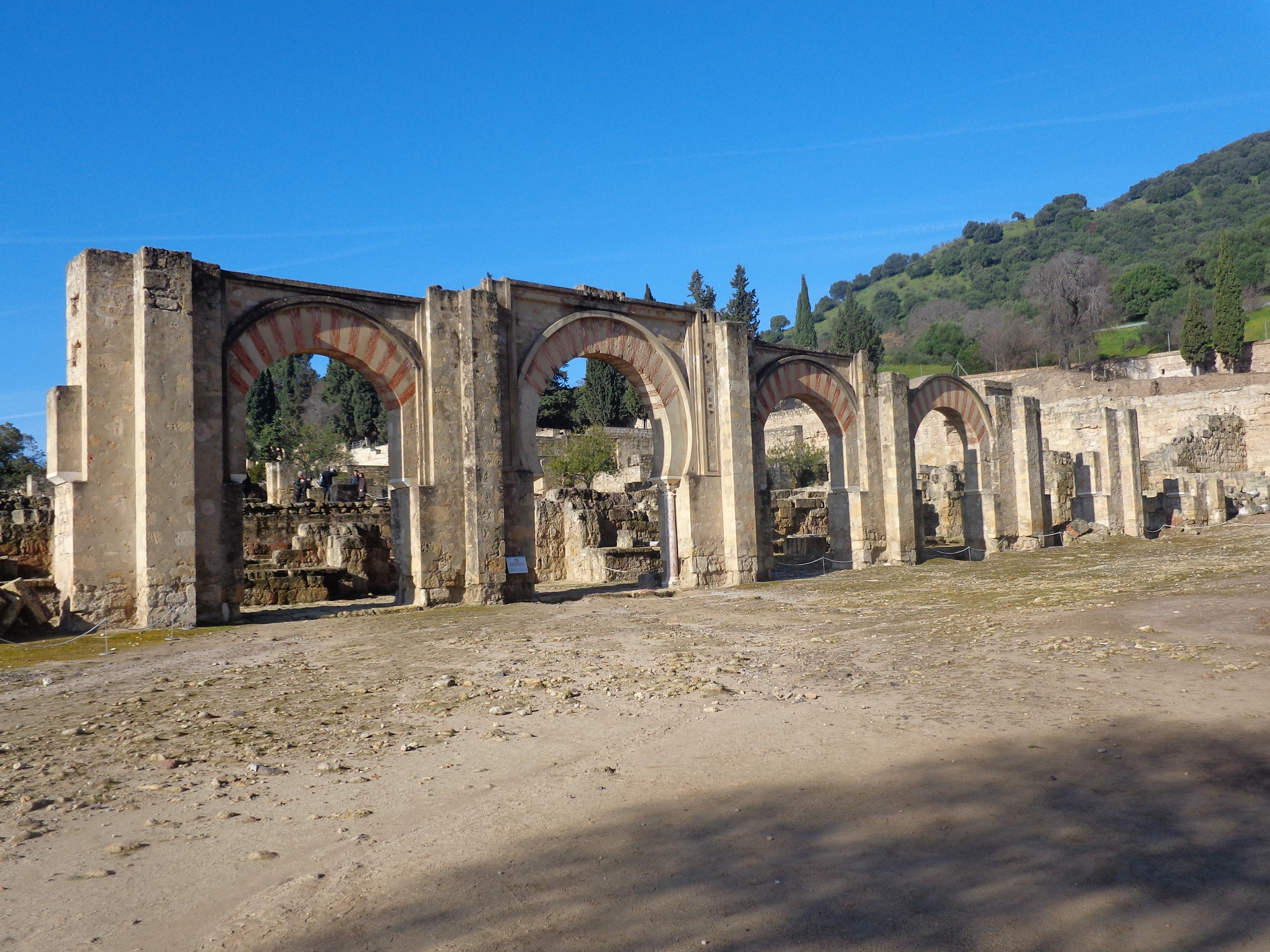
总体视图
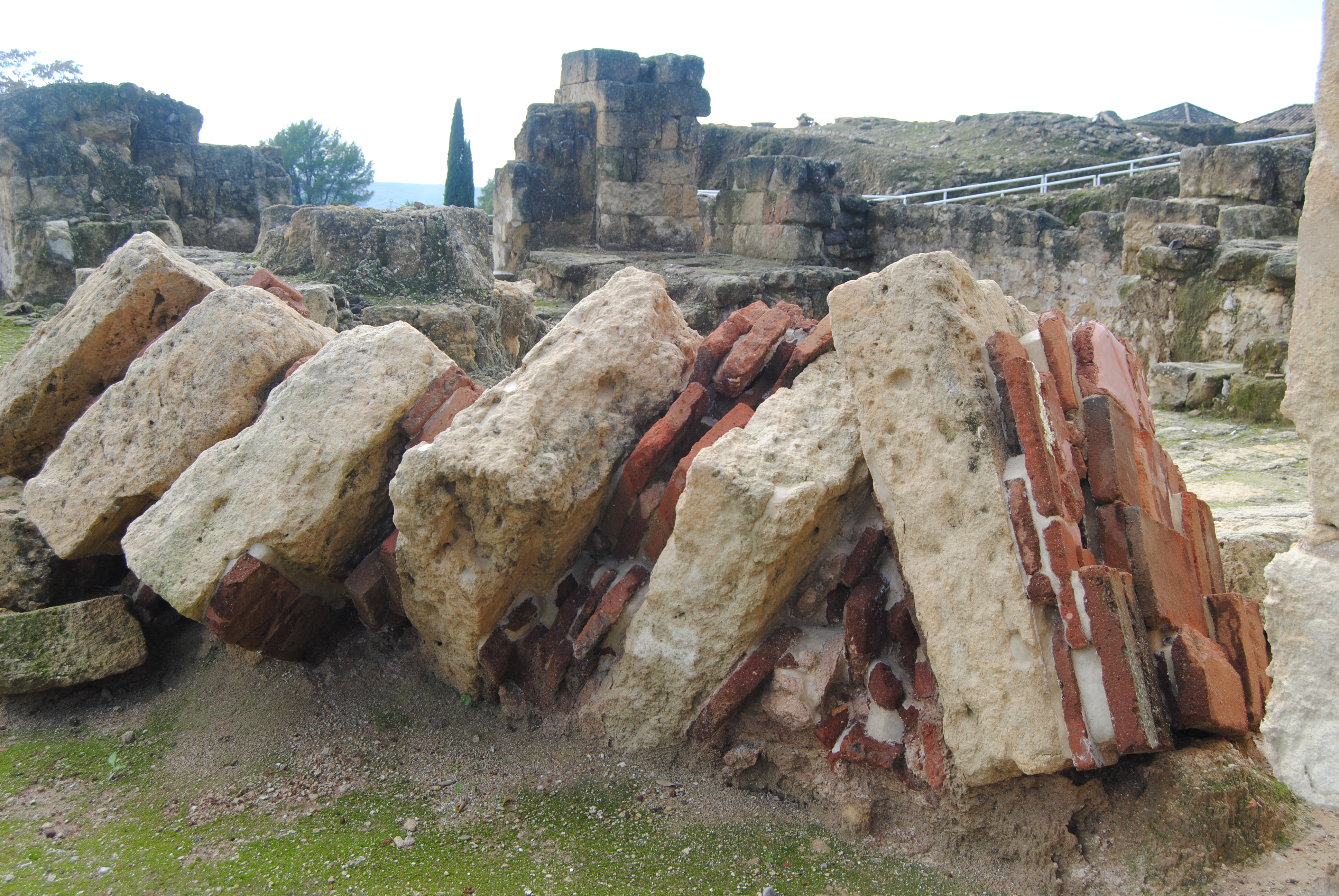
遗迹

### 花园
古城中至少有3座花园。王子花园（亦称高花园）位于上层平台，专供当时贵族和富人使用。其周围分布着四个池塘，用于装饰和浇灌花园。
位于高花园下方数米，毗邻西墙的是低花园，尚未完整挖掘。它们都是典型的伊斯蘭園林。

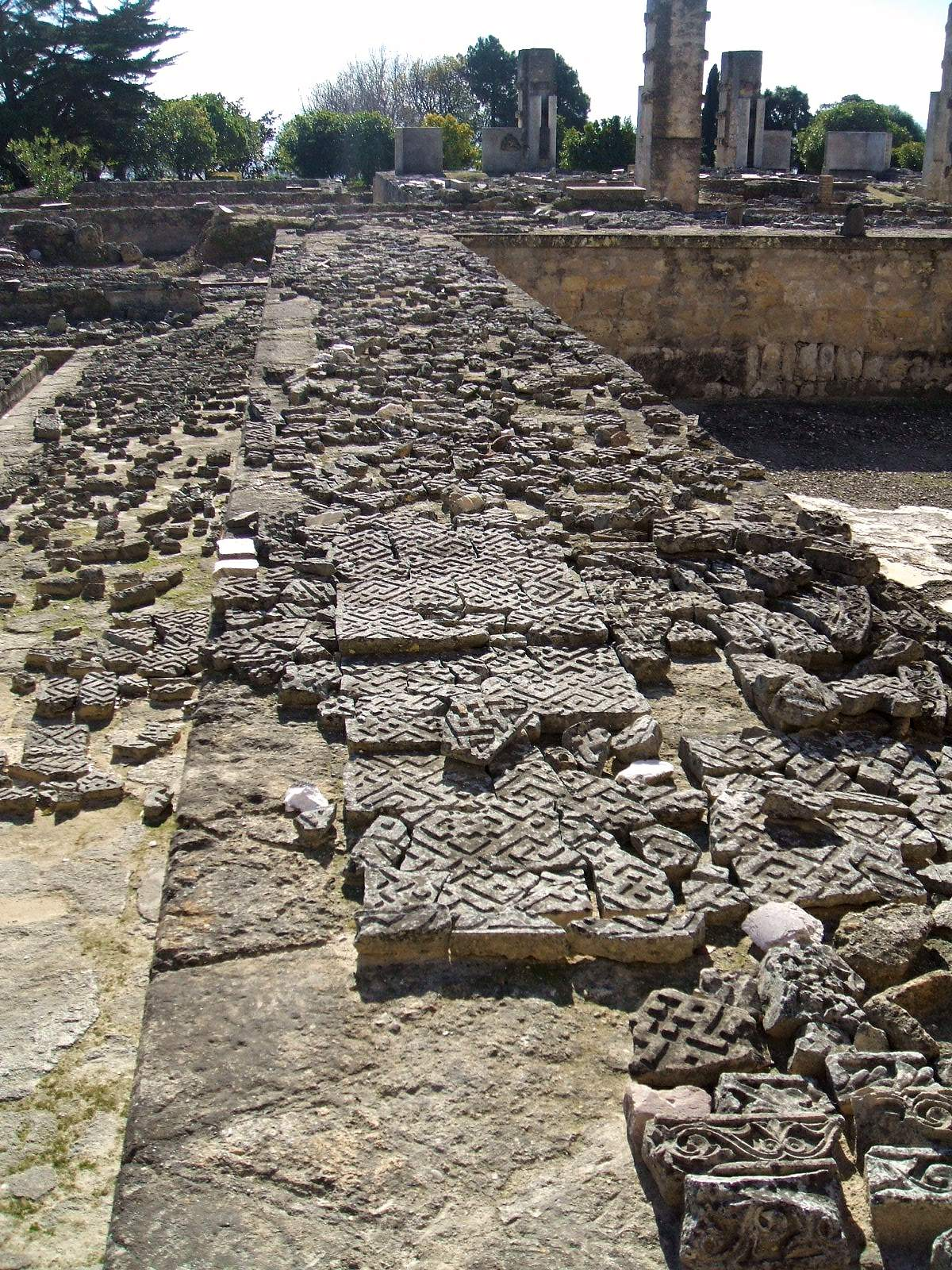
散落的墙壁碎片
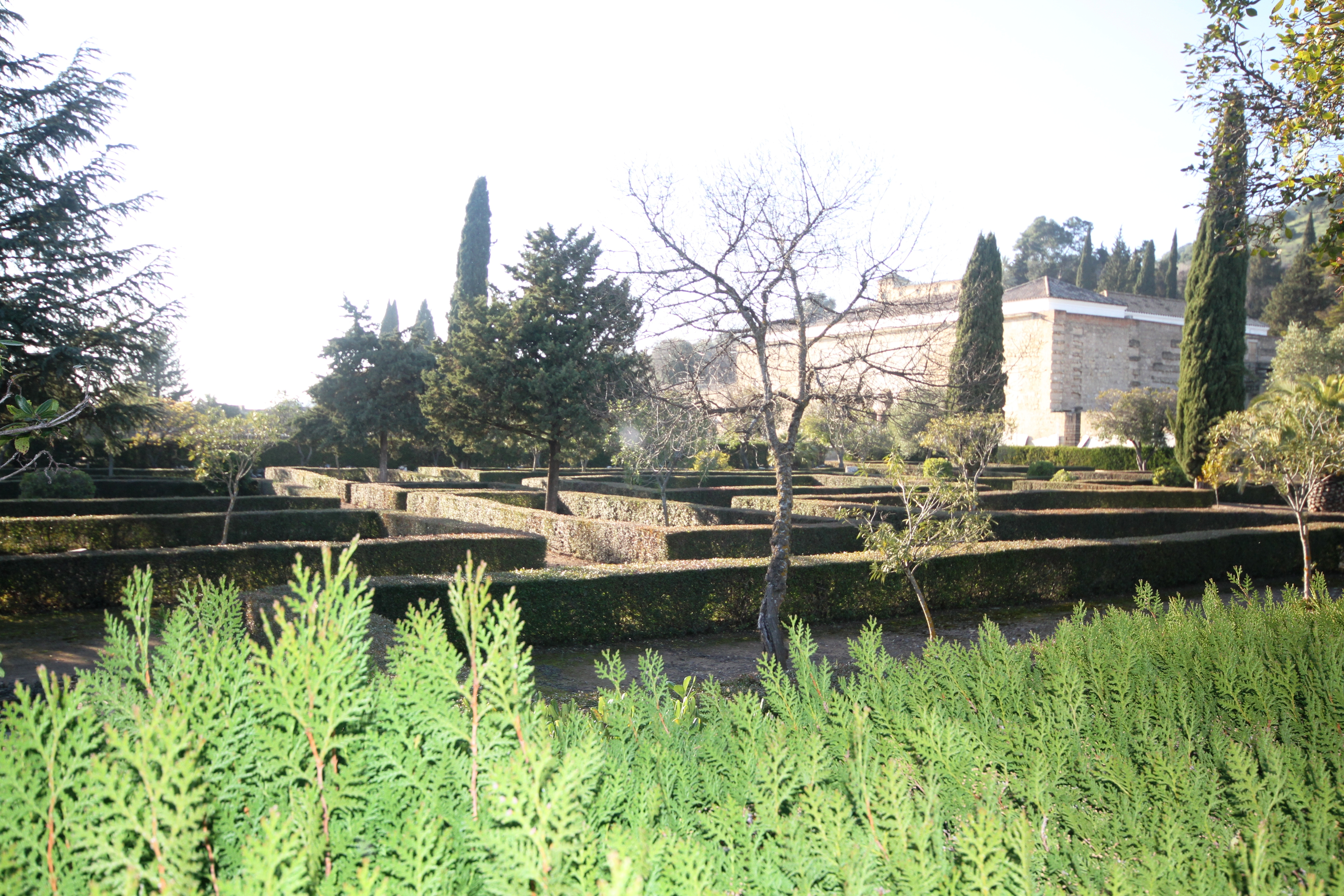
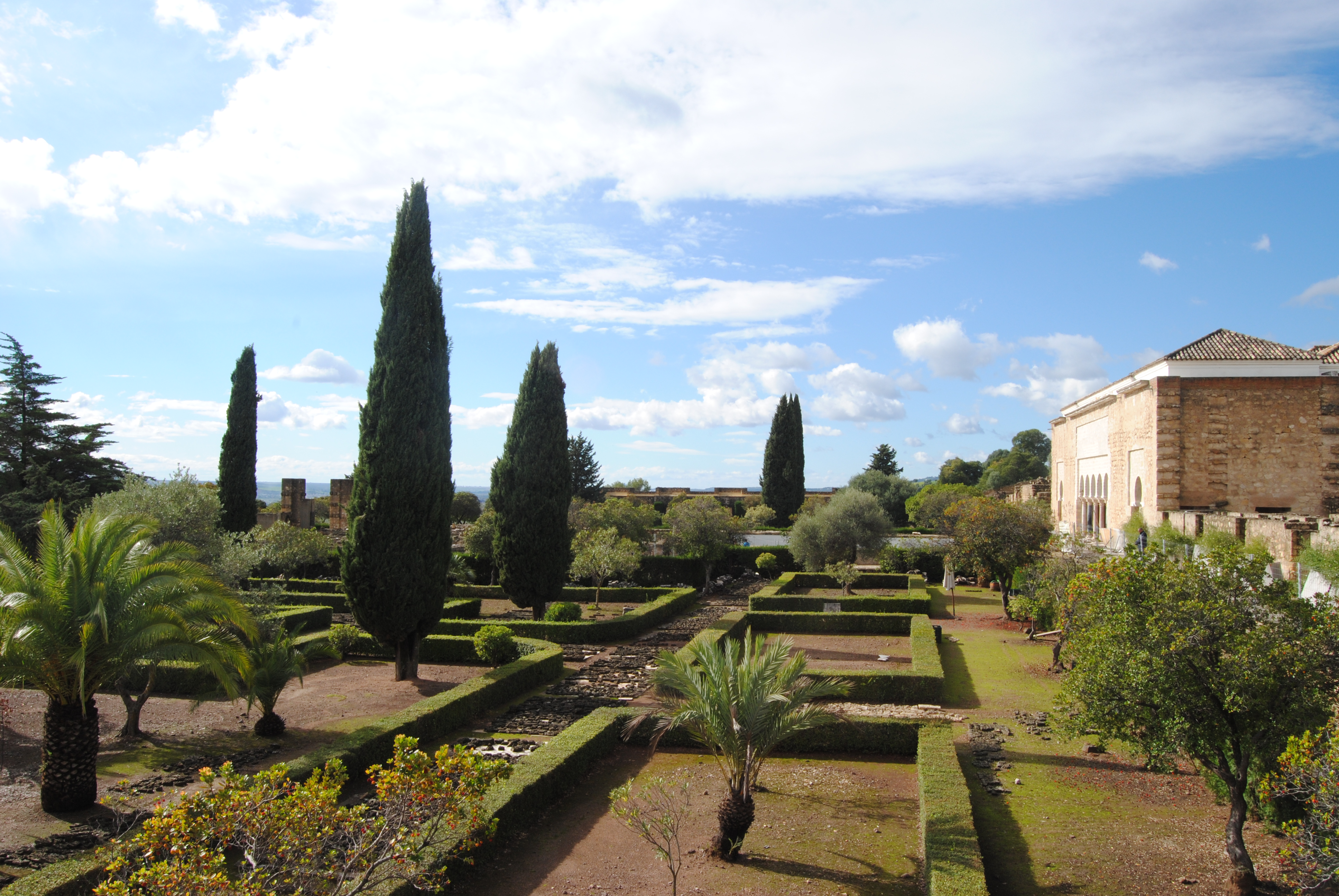
高花园
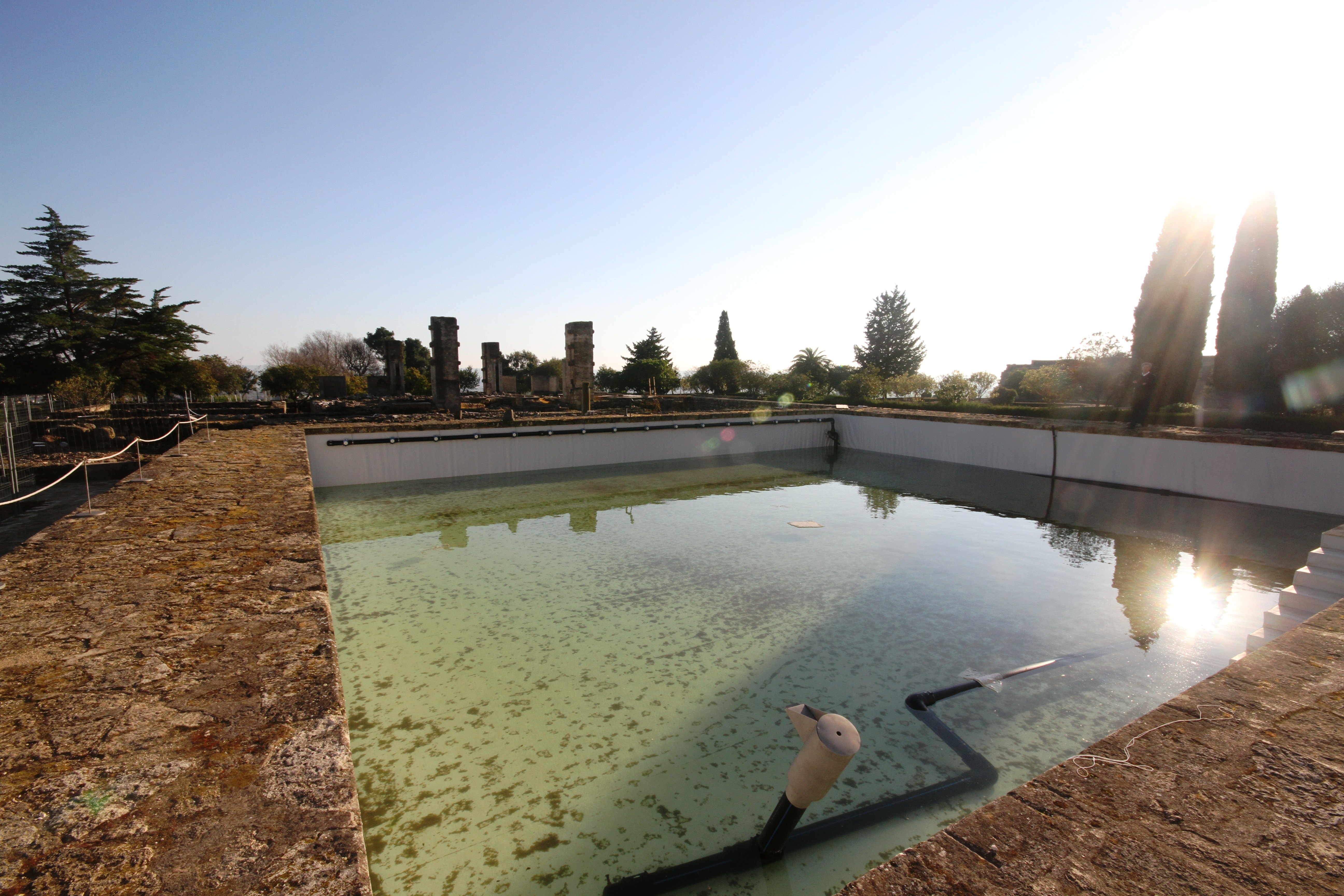
高花园北池
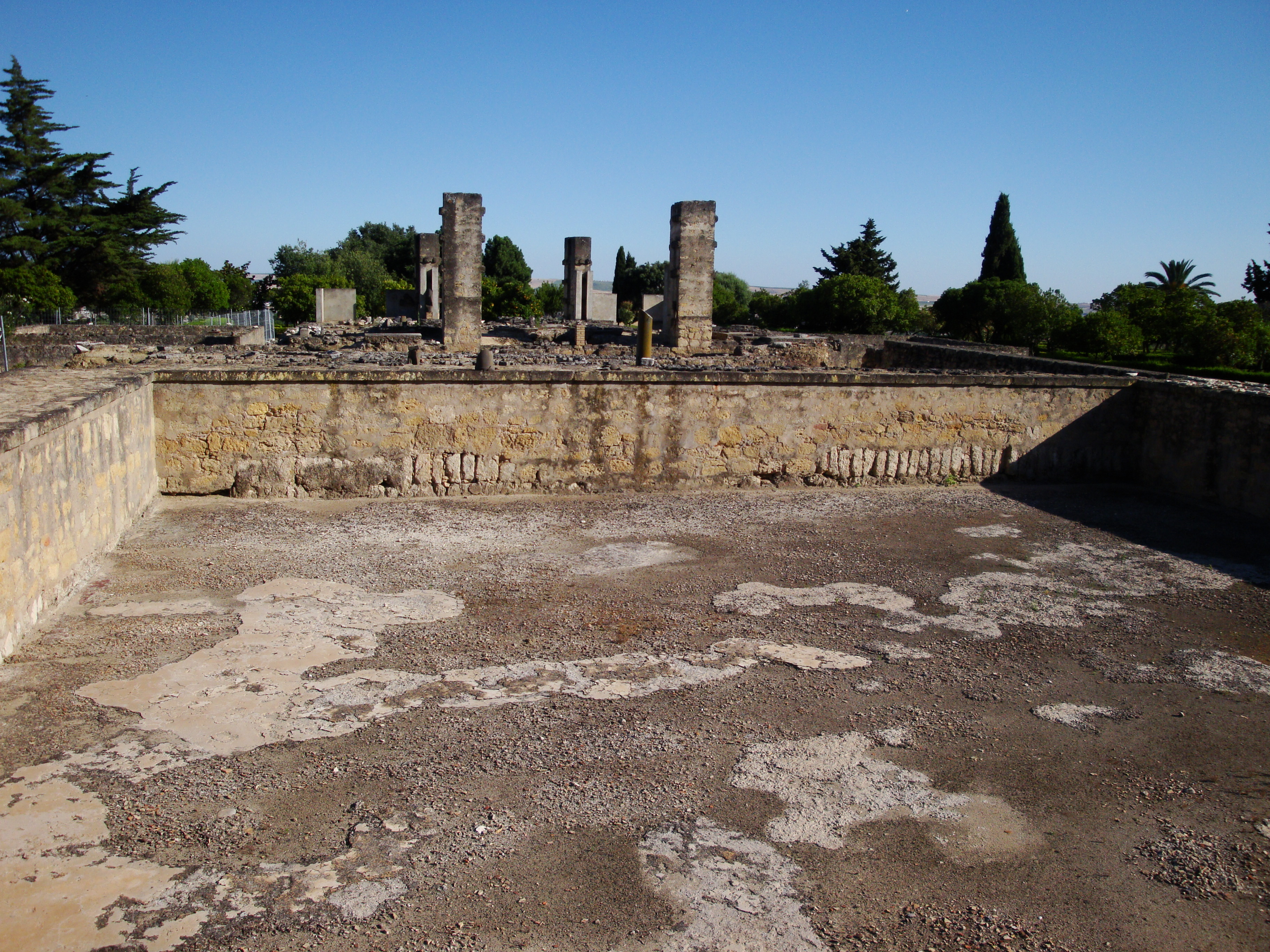
花園池塘

### 宫殿区
大约在公元1世纪时期，古罗马人在莫雷納山脈与科爾多瓦之间修建了一条引水渠。阿尔扎哈拉古城的宫殿修建在这条引水渠的上方平台处。为了确保生活用水，哈里发又命令建造了一条新的疏水支线，可以将水输送至宫殿高处平台。这样的规划致使古罗马引水渠被当作下水道使用，用于带走雨水、生活废水以及排泄物。考古学者在这里发现了许多食物和陶瓷遗骸。
宫殿区初期建设极为迅速，工程可能开始于公元936年或940年开始，其中清真寺于公元941年完工，945年时哈里发已经入驻。然而，工程整体却持续了数十年，许多建筑的设计和预期相比发生了很大变化。其中阿卜杜拉赫曼三世的接待厅大约完成于公元953年至957年间。贾法尔堂（Ja'far）是在三座早期建筑的基础上建造的住所。考古学家称为“上巴西利卡堂”的另一个大厅，也可能是在950年左右建造的。

#### 接待厅
接待厅又称“富豪堂”（西班牙語：Salón Rico），是整个古城的主体建筑，也是最具考古价值的建筑。考古学家从接待厅内部壁柱上的铭文中推断出它建于953年至957年间，仅历时3年就完工。接待厅的平面图呈近似38×28米的矩形，有近10个大小不同的房间，近似于轴对称分布。

平面图
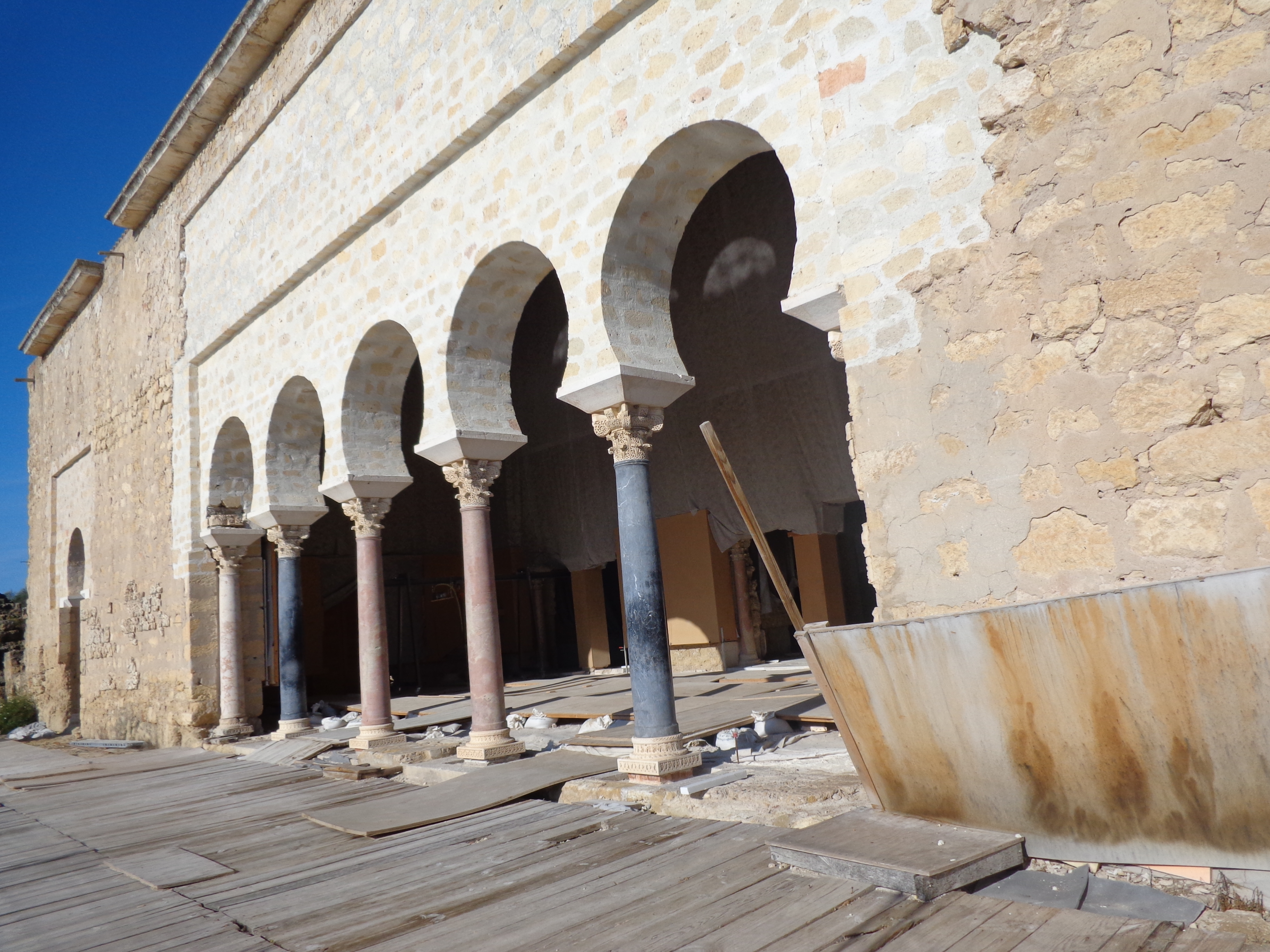
2012年拍摄
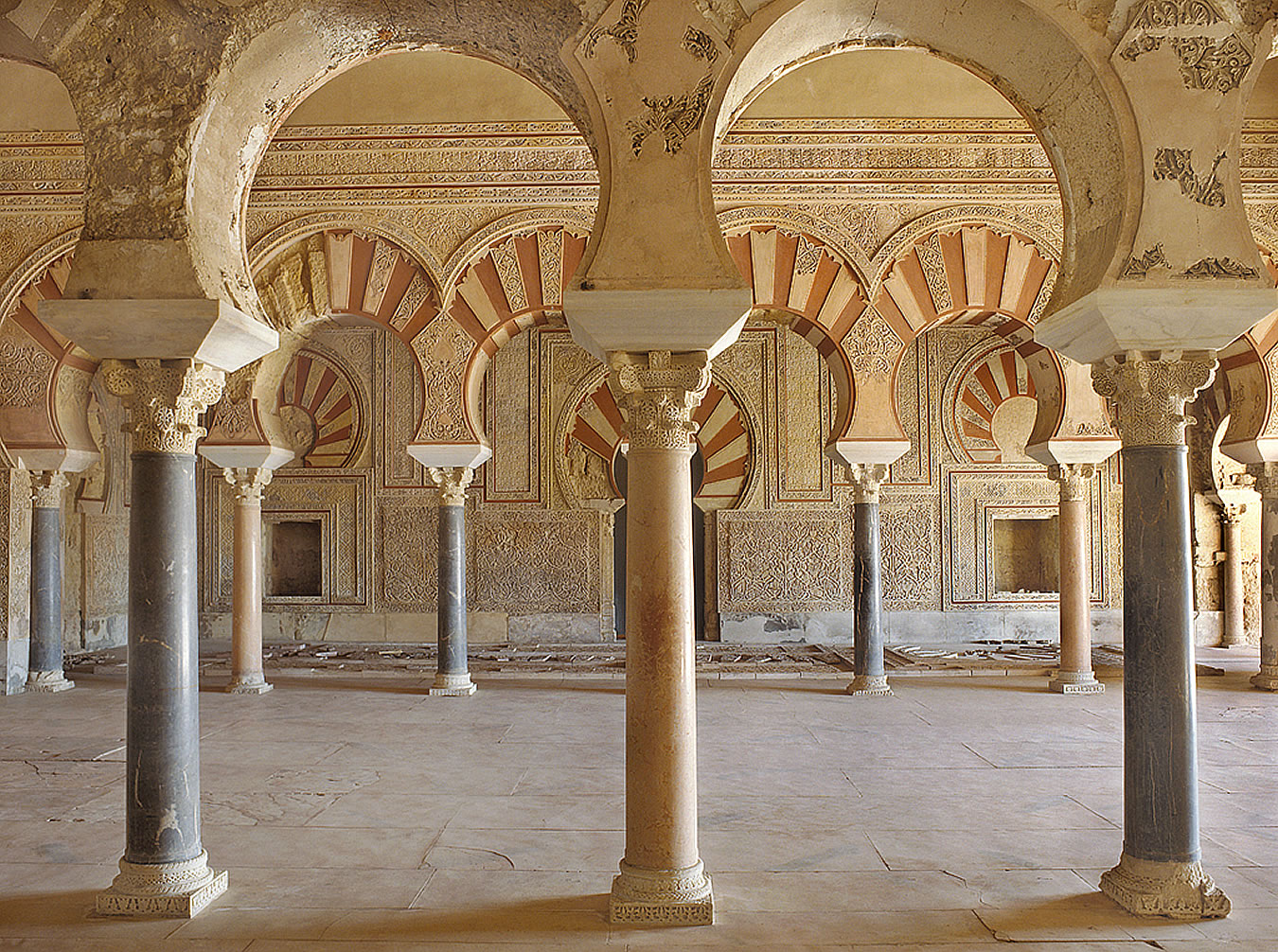
内部
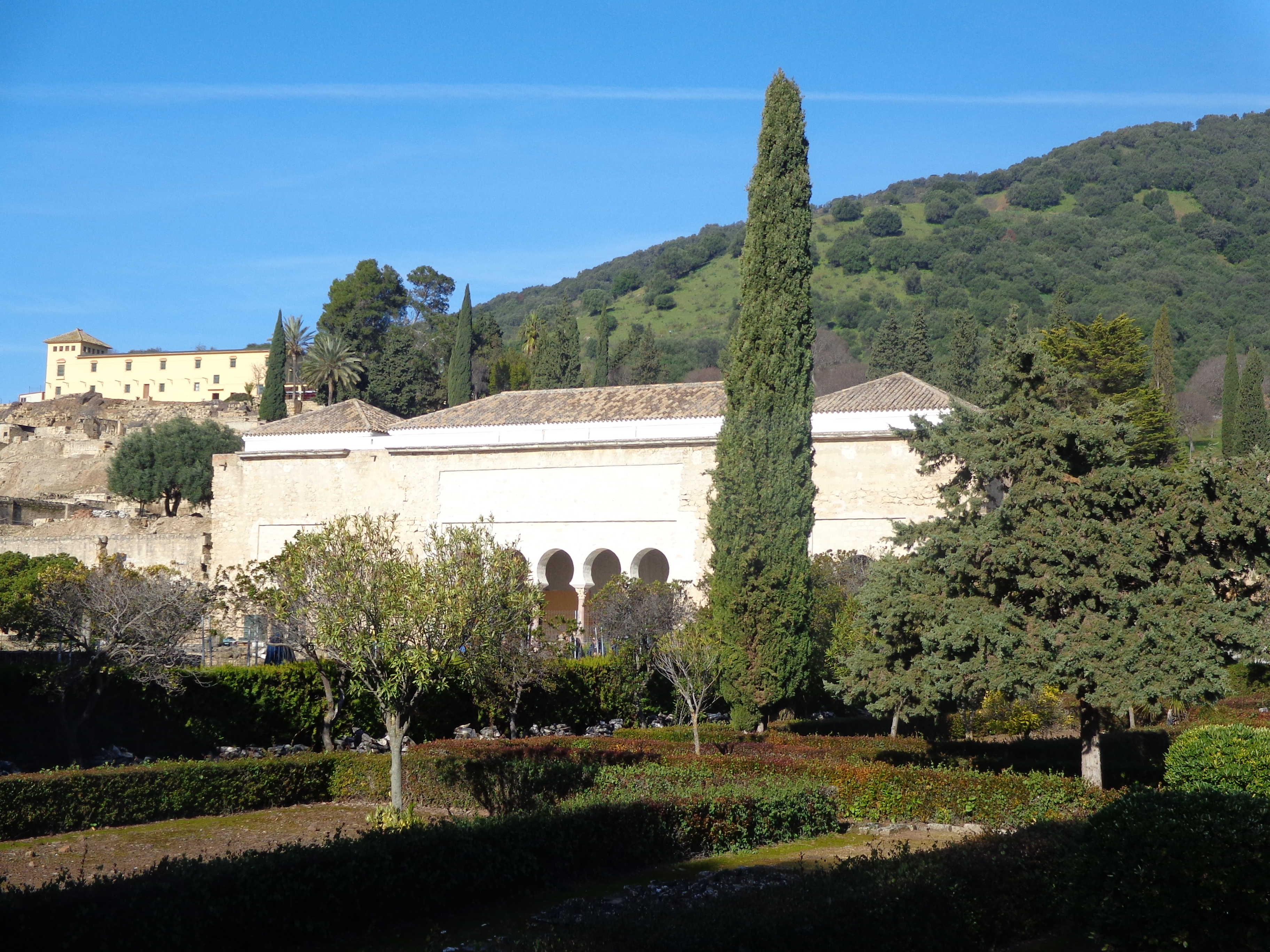
外部
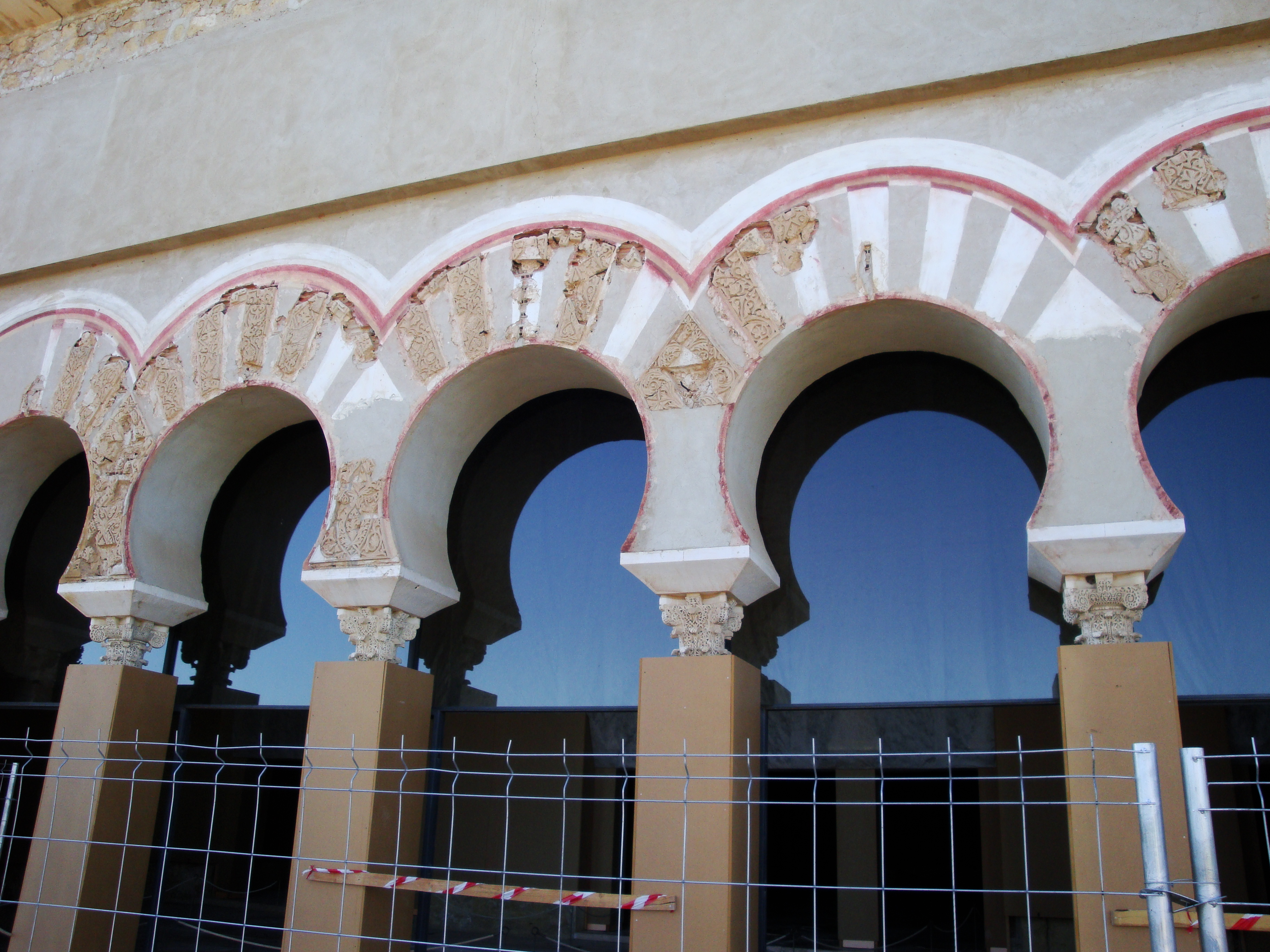
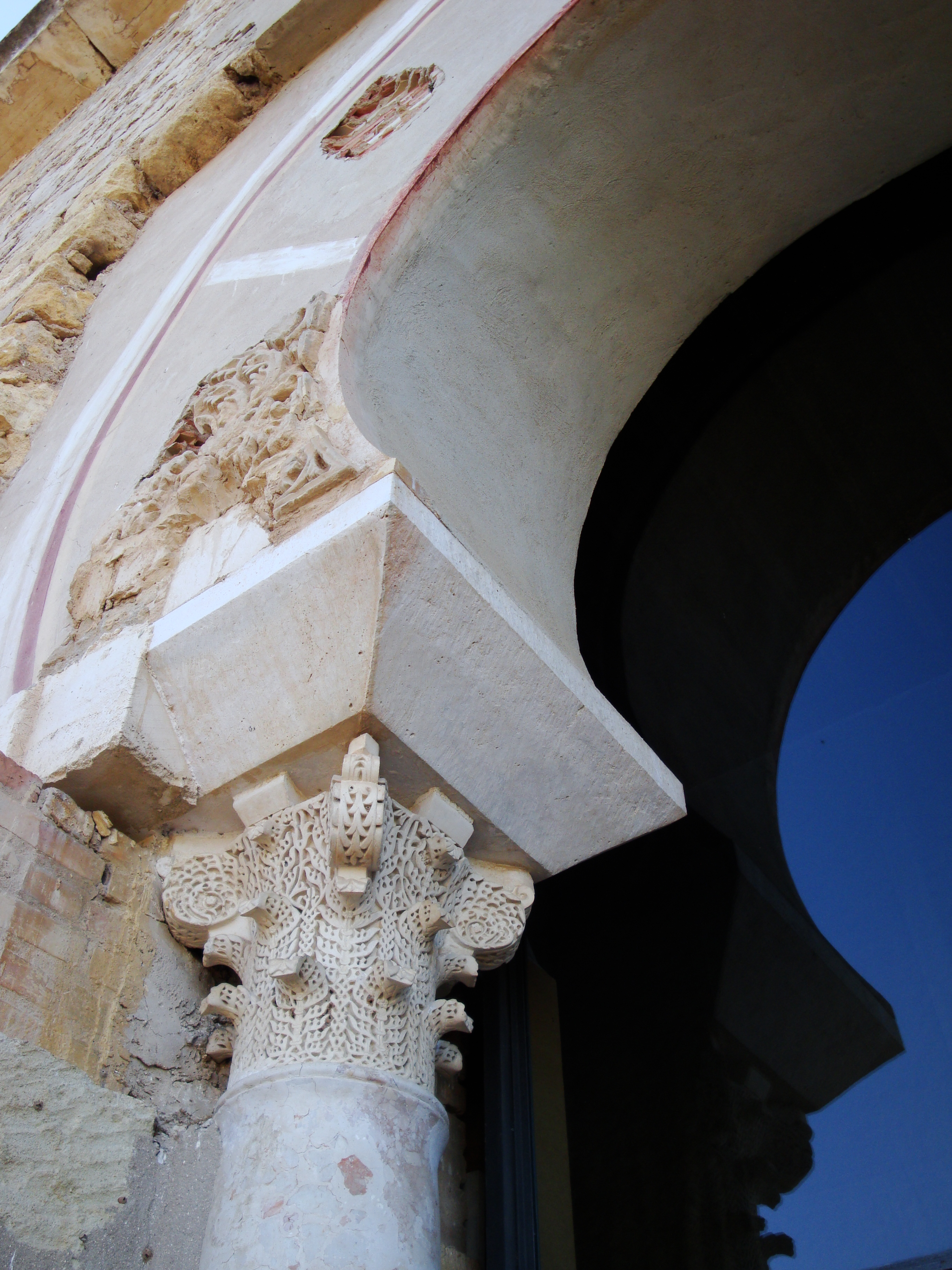
细部

#### 上巴西利卡堂
上巴西利卡堂，在一些文献里也被称为士兵之家，其具体用途尚不明确。这座建筑位于古城的东部，内部由5个巴西利卡式中殿组成，南部外侧有1个与主体垂直的第6个中殿。建筑内的地面铺有石砖，墙壁被白色颜料粉刷过，一些立柱底部有赭石涂色的痕迹。如今地砖已被保护起来。

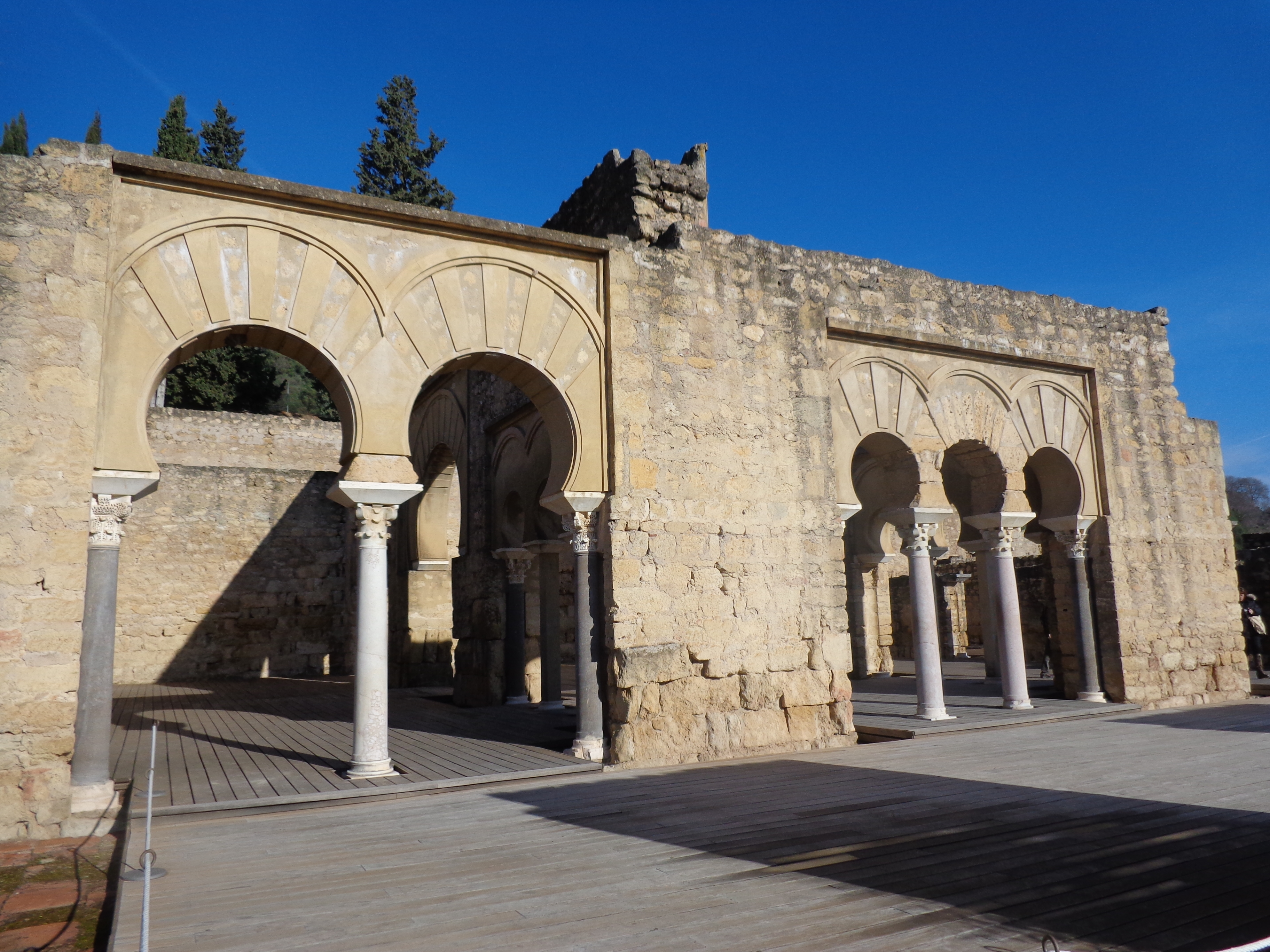
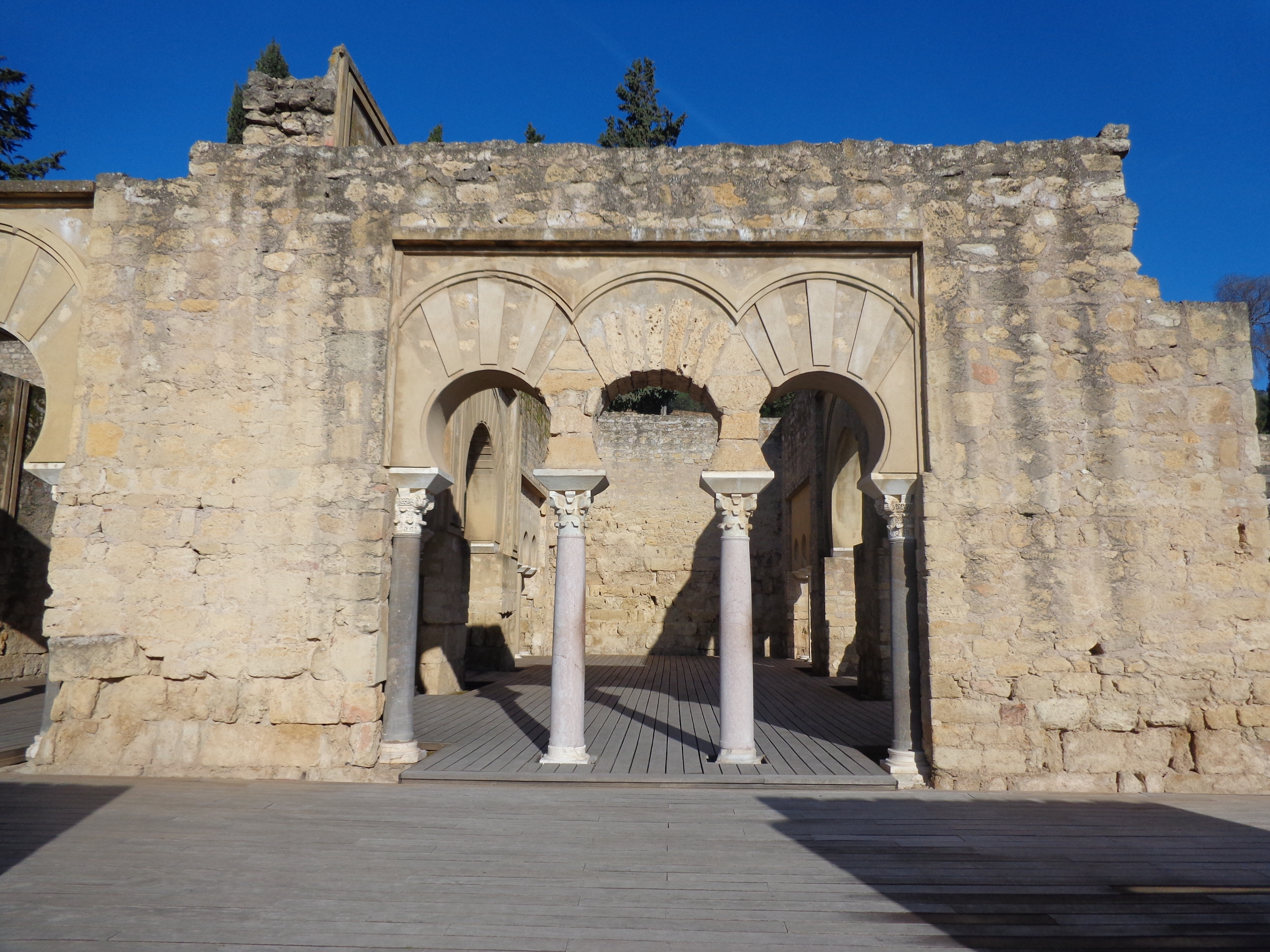
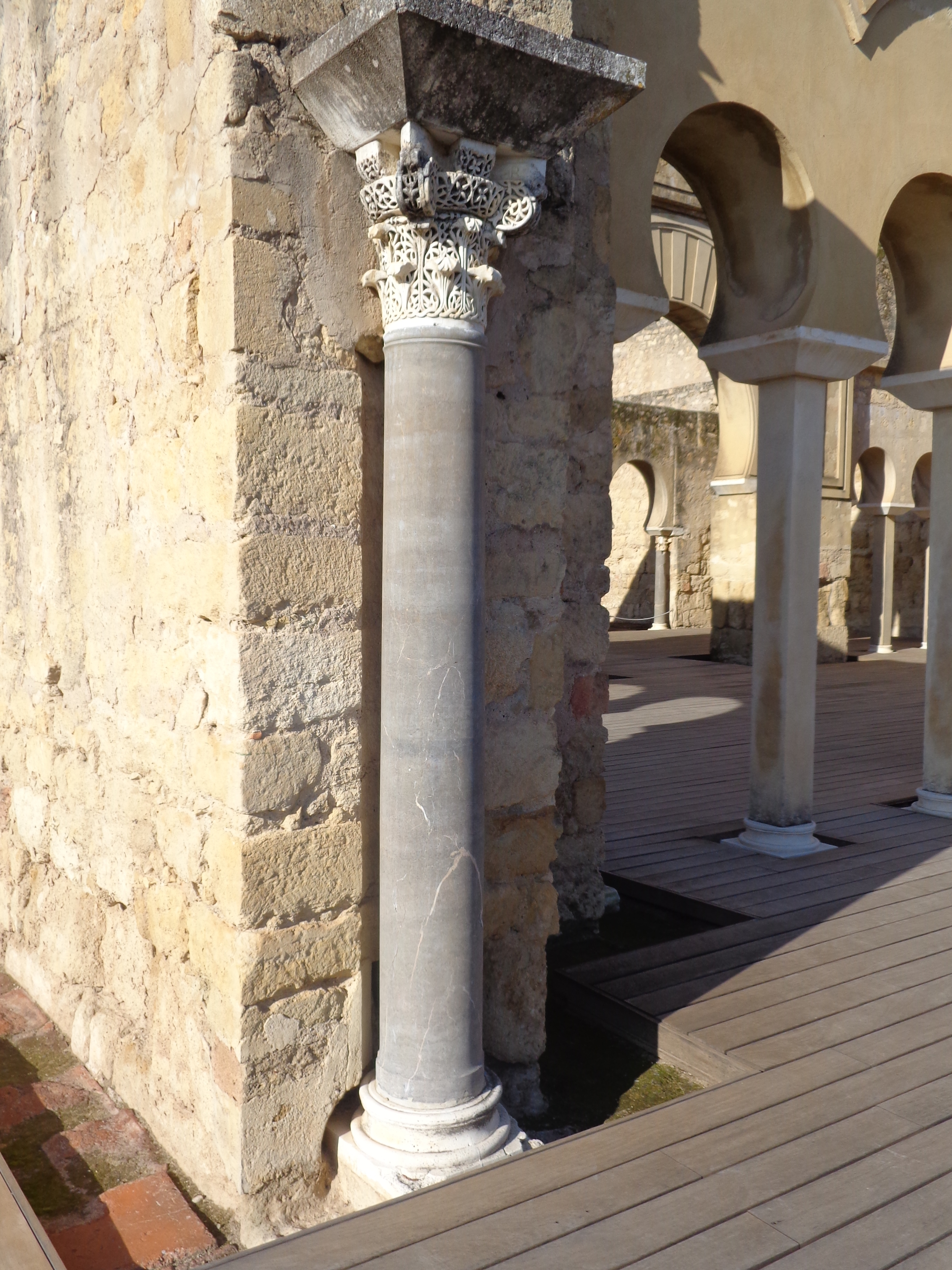
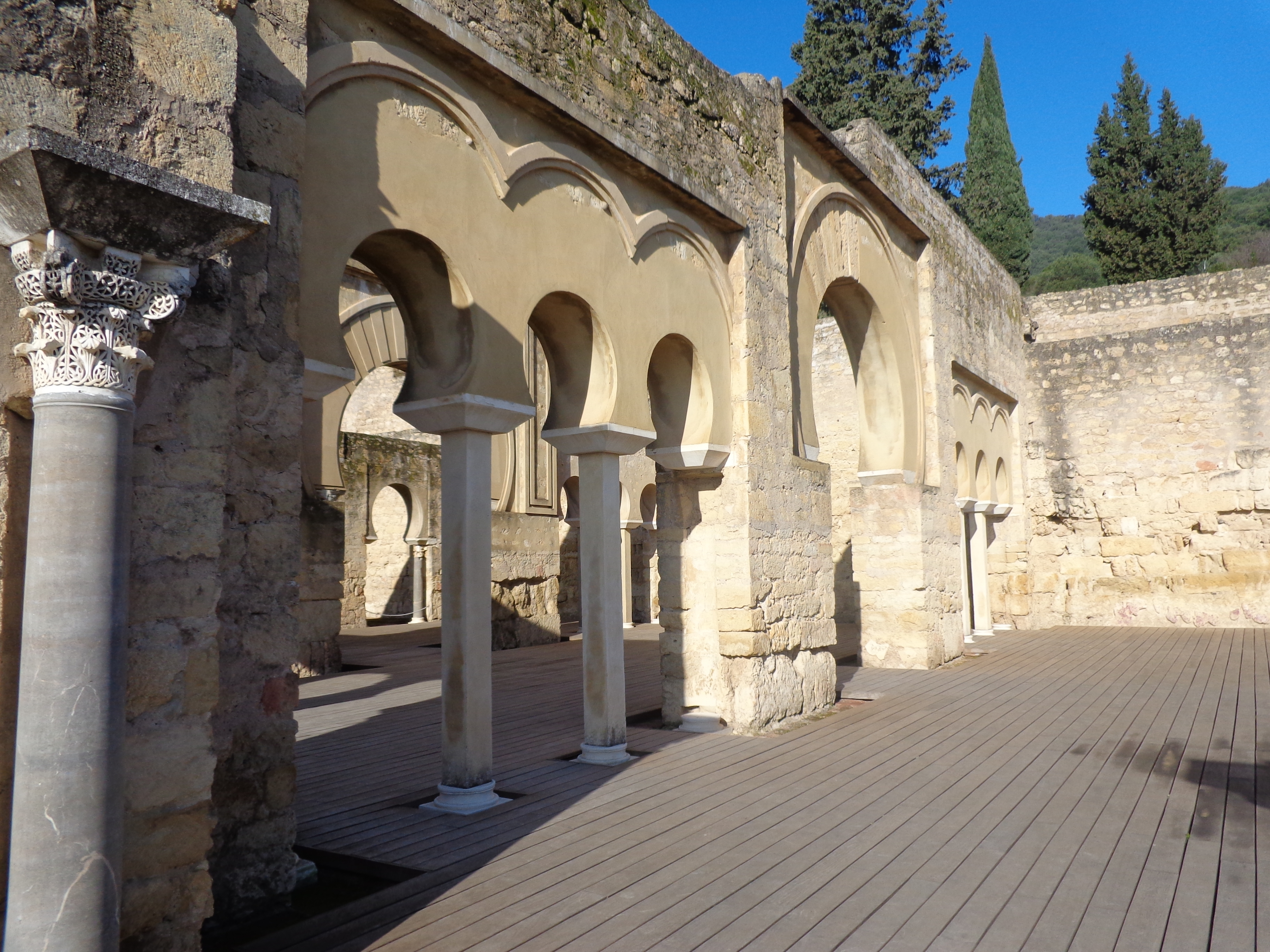
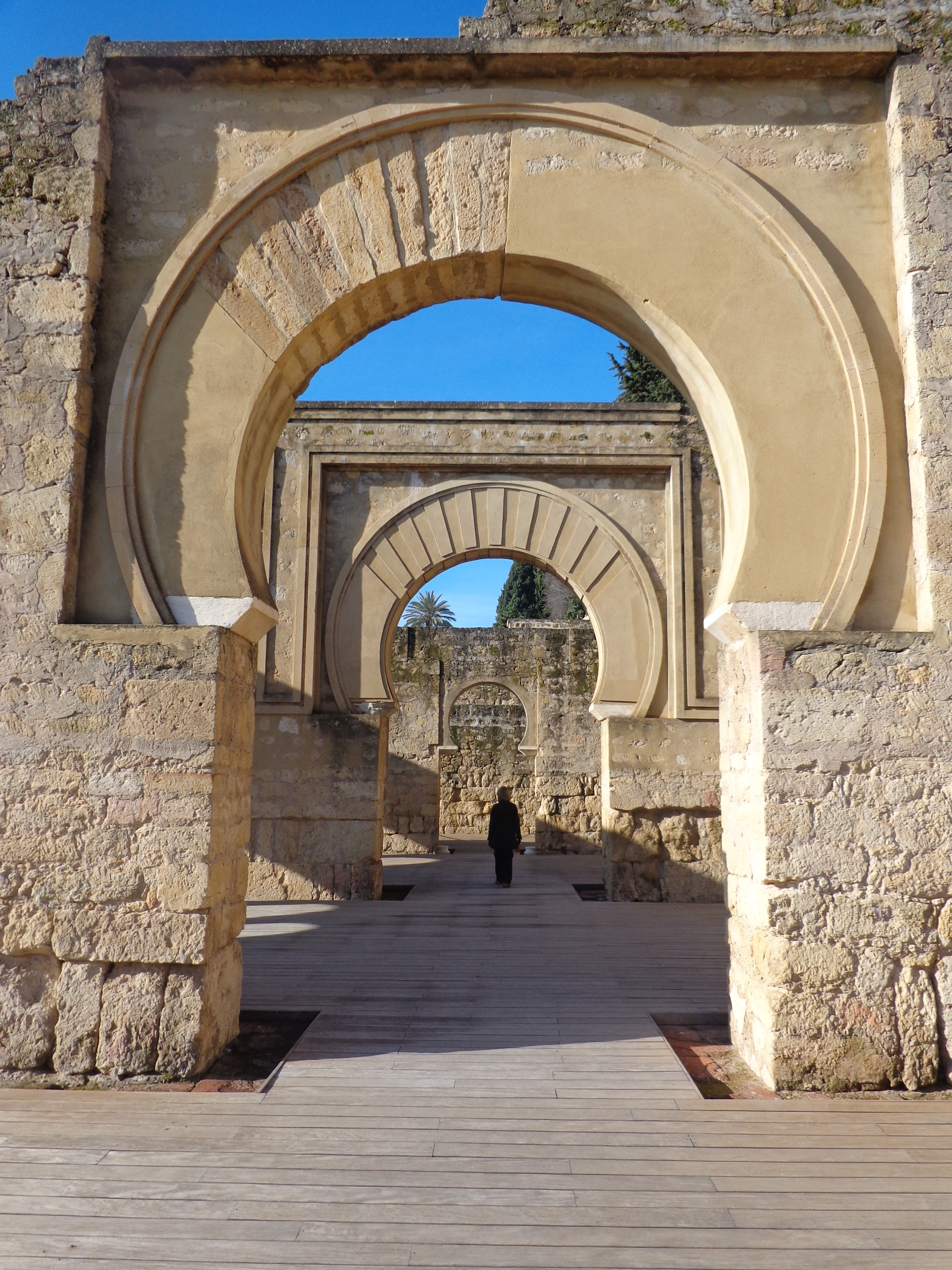
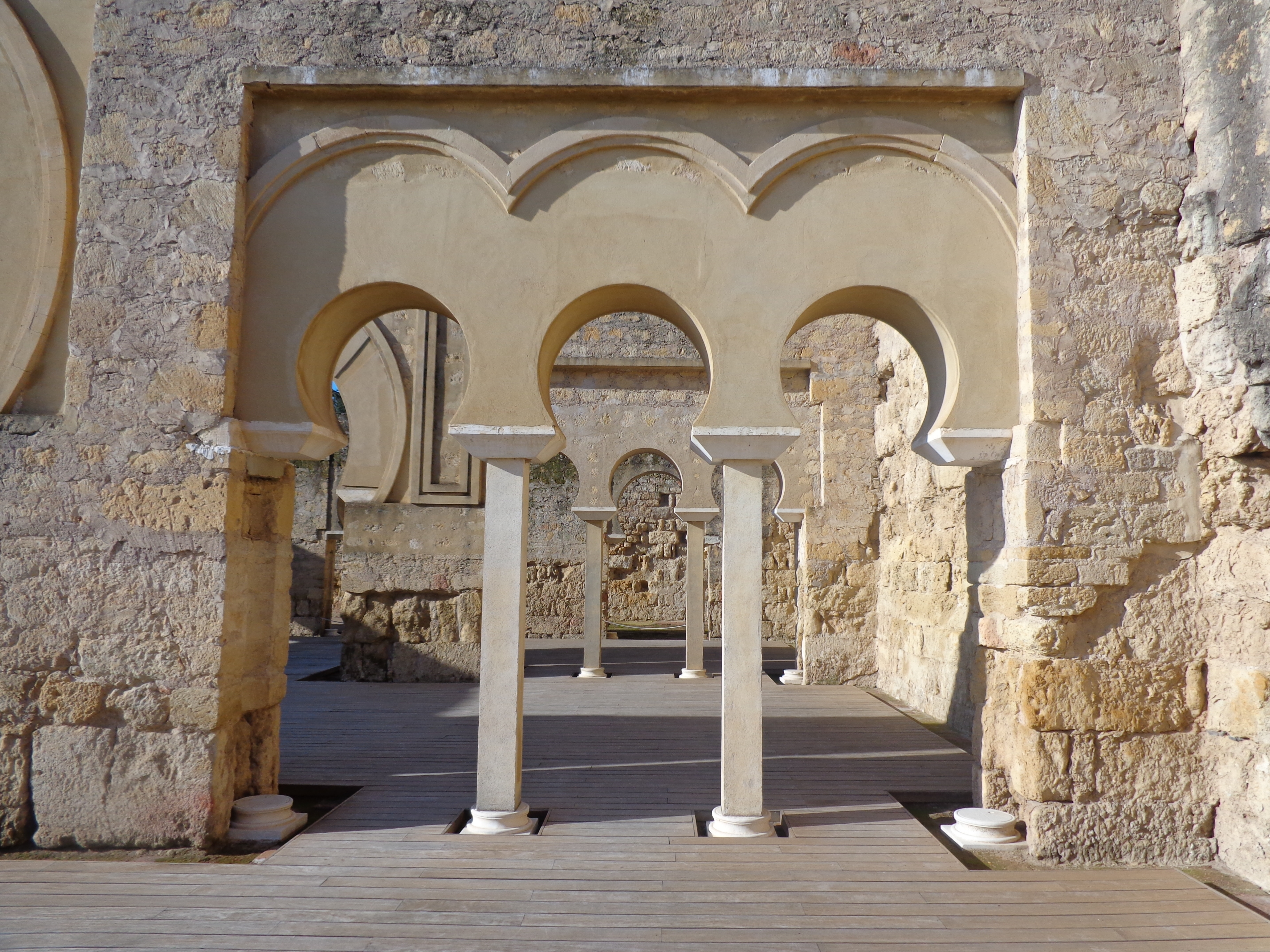

#### 清真寺

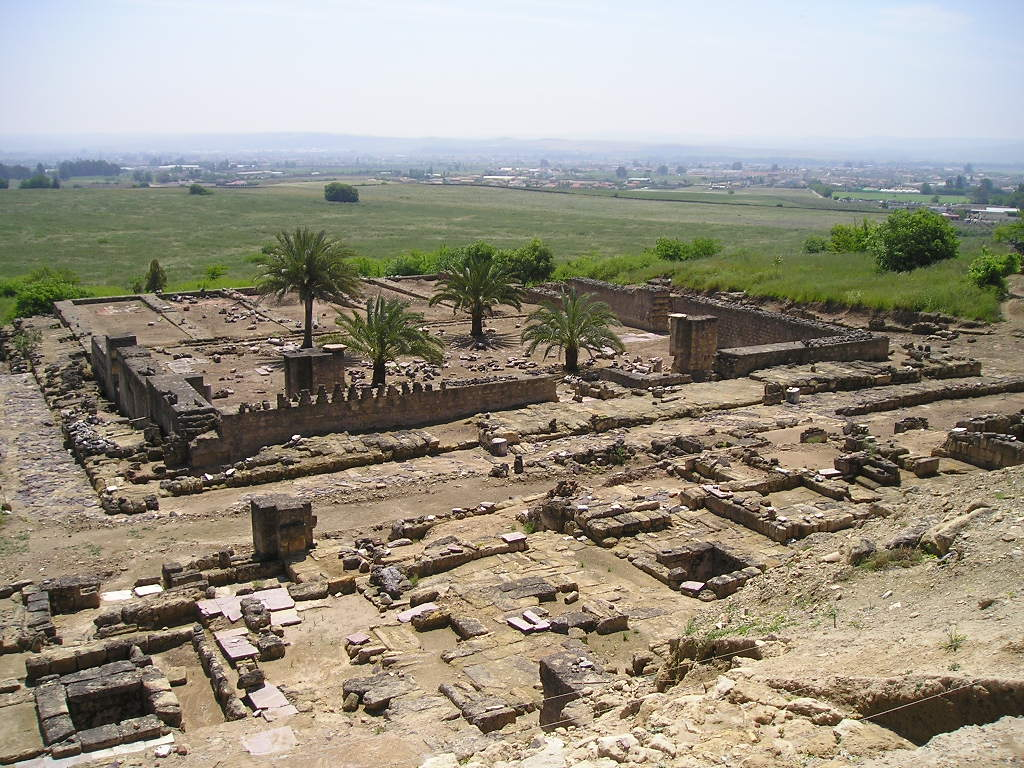
清真寺遗址

伊比利亚穆斯林清真寺（西班牙語：Mezquita Aljama）位于高花园东部围墙外。清真寺的建筑平面是一个长25米，宽18米矩形。与科尔多瓦清真寺不同，它朝向圣地麦加。清真寺主要分为两部分：祷告厅和庭院。祈祷厅由五个纵向中殿组成，由拱廊隔开。总体上讲，该清真寺与科尔多瓦清真寺的布局和构造都非常相似，胜似姐妹。

#### 贾法尔堂
贾法尔堂（阿拉伯语：‎）是以阿尔扎哈拉城961年的行政总督贾法尔·本·阿卜杜勒 - 拉赫曼的名字命名的。

#### 泳池住所
泳池住所（西班牙語：Casa de la Alberca）位于贾法尔堂的西部，该建筑以其带有游泳池的中央庭院而得名。其中两个拱廊保存完好，每个拱廊都由三个马蹄形拱门组成，这些拱门有丰富的花纹装饰。房子的浴室占地面积约80平方米，如今保存完好。据说哈卡姆二世居住在这所房子里。

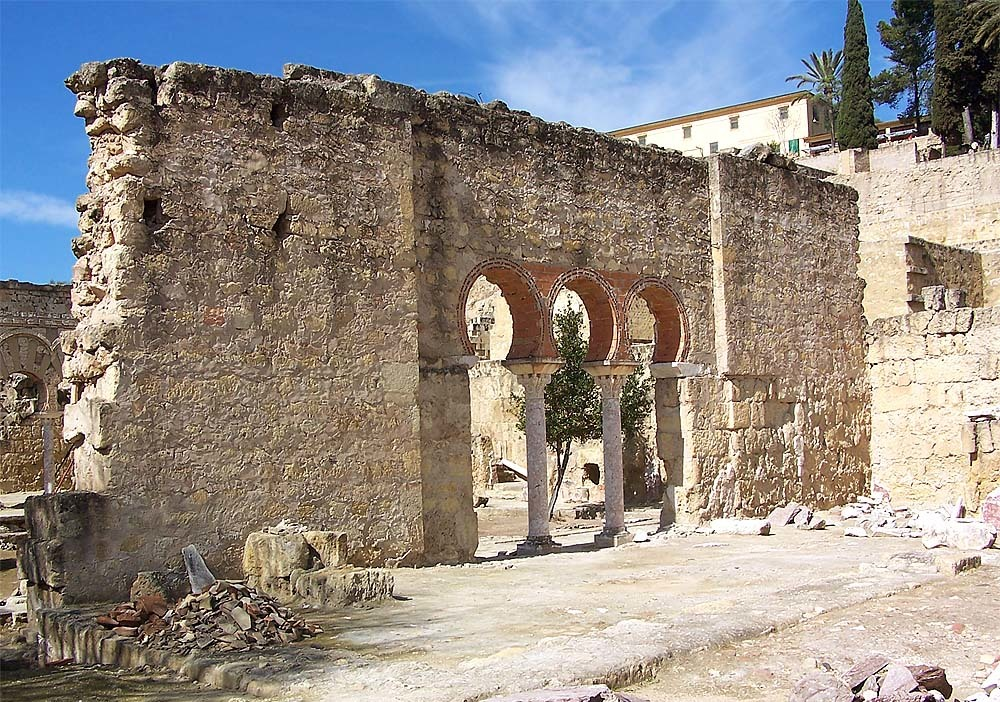
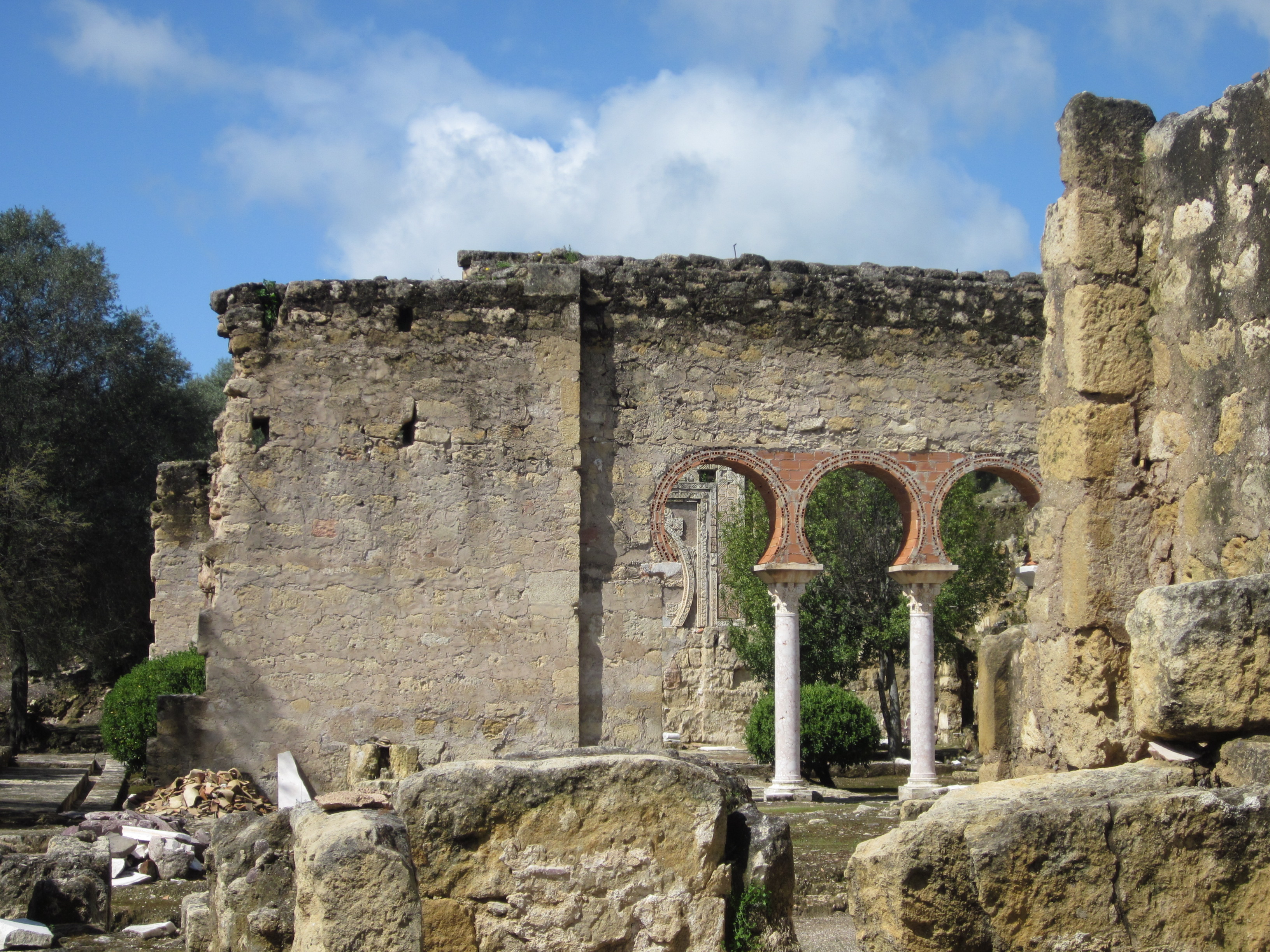
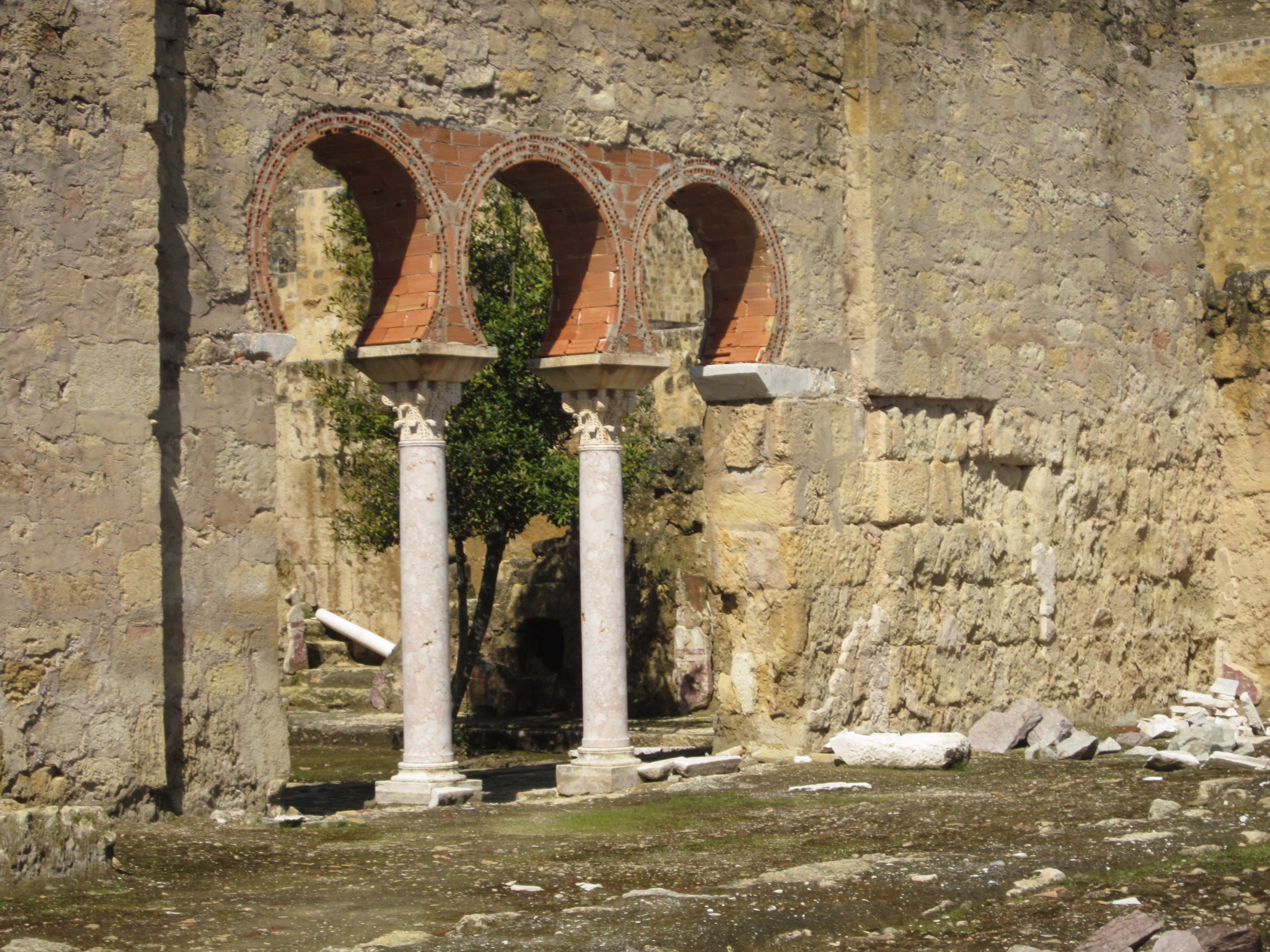
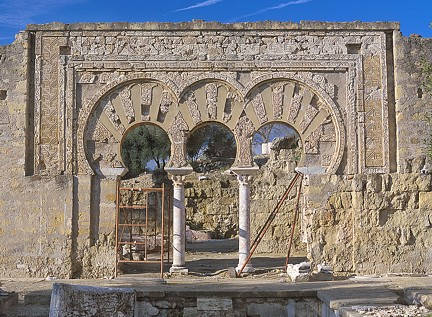
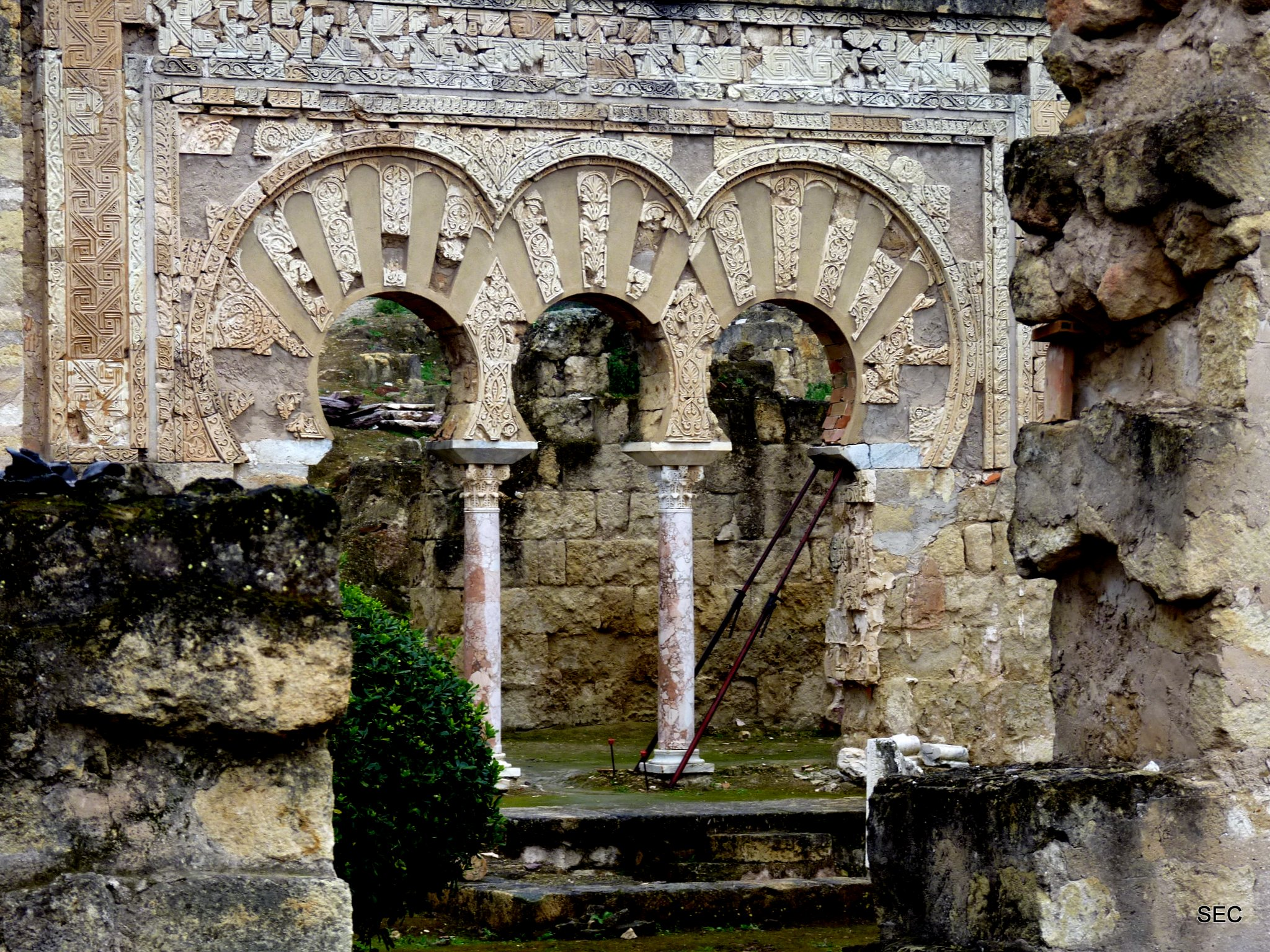

#### 皇家住所

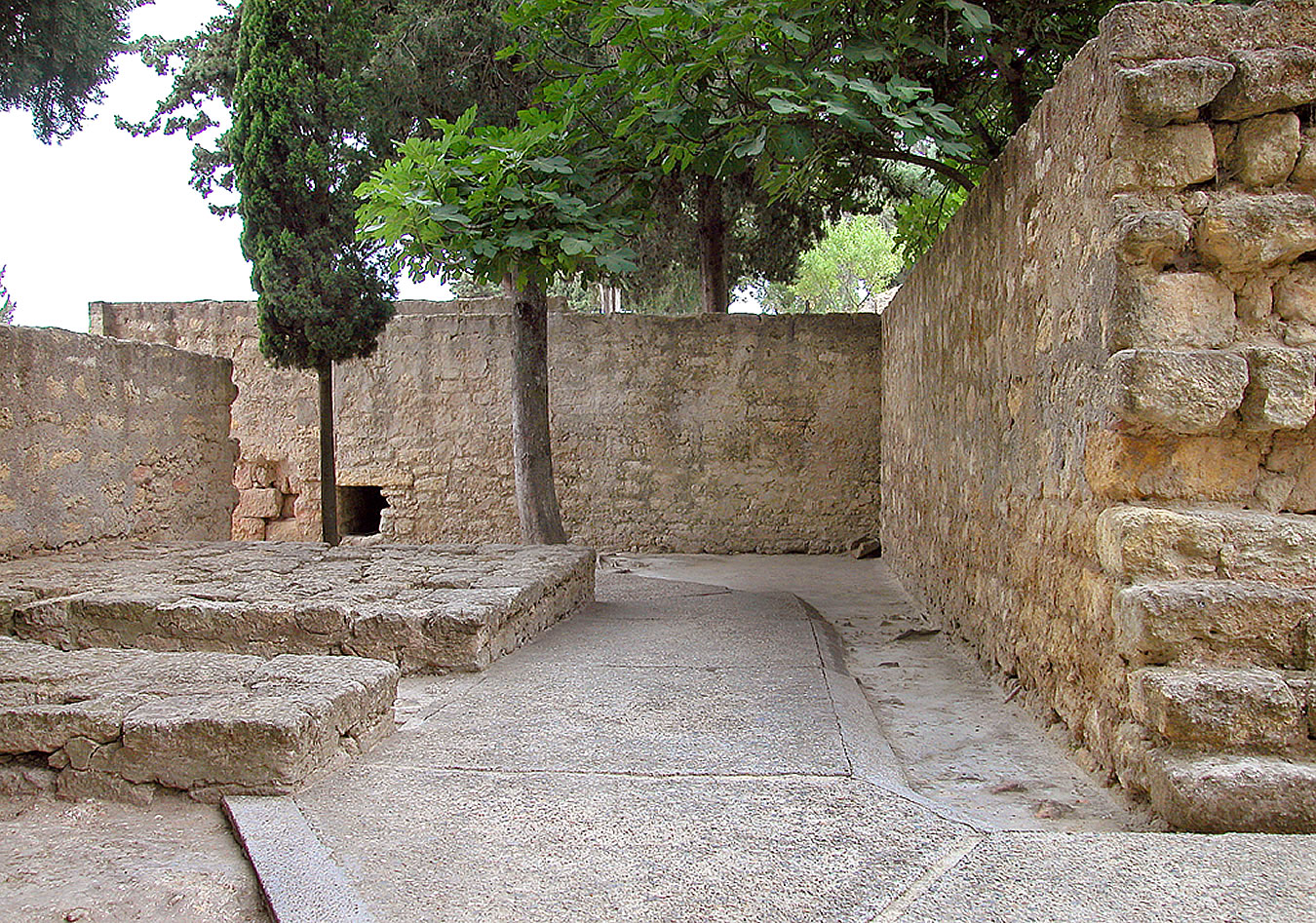
北门

皇家住所（西班牙語：Casa Real）位于古城的最高处，这里是哈里发阿卜杜勒拉赫曼三世居住的地方。该建筑包括三个平行的走廊和南部突出部分组成，目前已被破坏。住所两端各有一个楼梯，通往古城的下层平台。

### 北门
北门（西班牙語：Puerta Norte）外是一条公路，在哈里发时代是与科尔多瓦市连接的交通要道。北门由石砖砌成，堆砌方式极具特点，门边设有防护装置。

## 艺术品
- 阿尔扎哈拉之鹿（西班牙語：Cierva de Medina Azahara）是一个小型青铜喷水壶，现保存于西班牙國立考古博物館。[24]
- 动物陶塑（西班牙語：La cerámica zoomorfa）研究人员认为，这个奇特的作品是阿尔扎哈拉城一个富贵人家餐具的一部分。[25]陶塑涂有白釉，混有绿色和锰紫色。其具体完成年代无法考证，具体用途亦尚不明确。
- 穆吉拉象牙盒（西班牙语：Píxide de Al-Mughira）[26][27]，是哈里发阿卜杜勒拉赫曼三世为儿子穆吉拉王子制作的宫庭御用象牙盒，亦是他的成年礼物。根据刻纹，它完成于儒略曆公元968年，伊斯兰历希吉拉357年。[28]该文物在半岛战争期间被法国抢夺，现存于法国卢浮宫，是伊斯兰文化展馆最有名的文物之一。

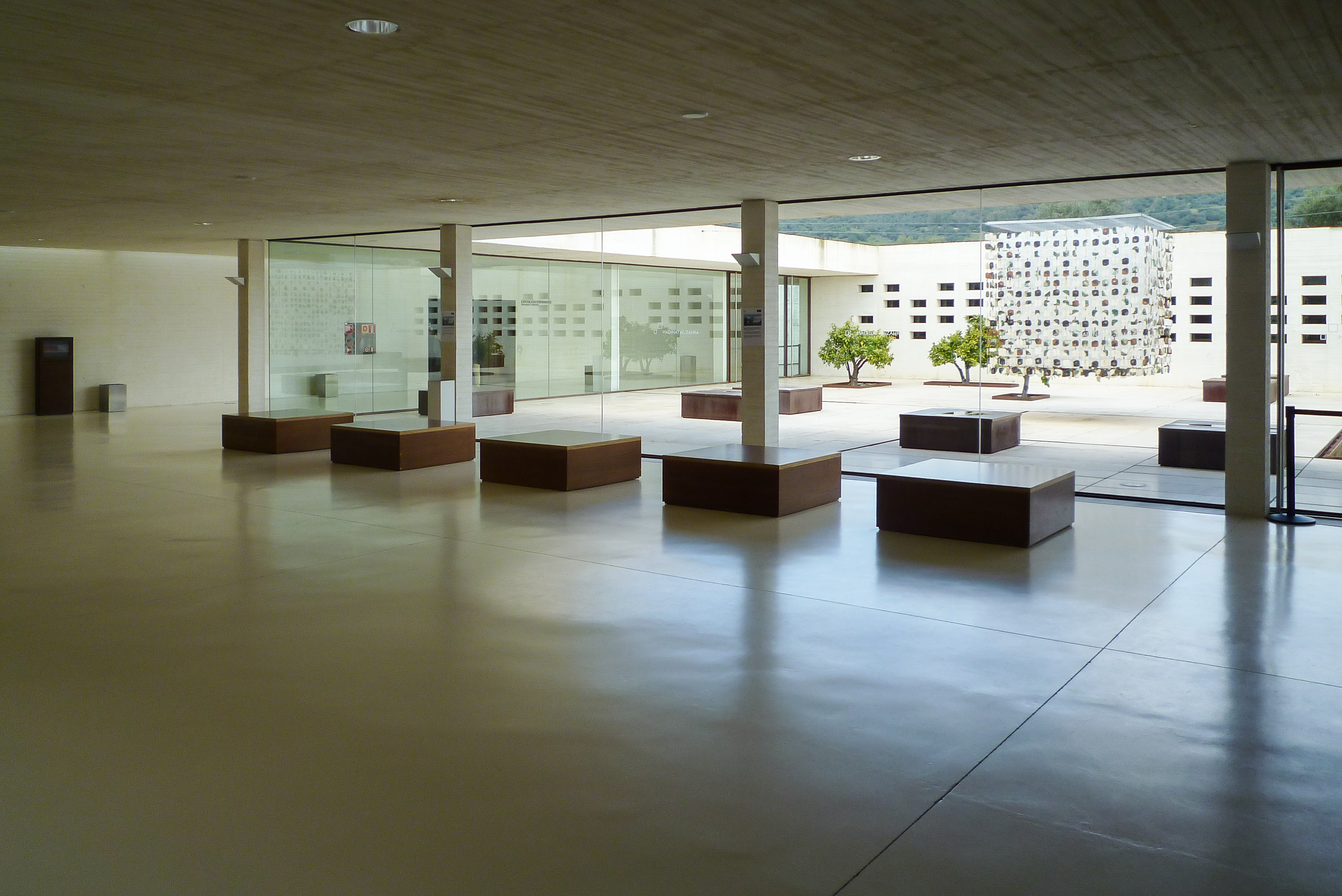
阿尔扎哈拉古城博物馆
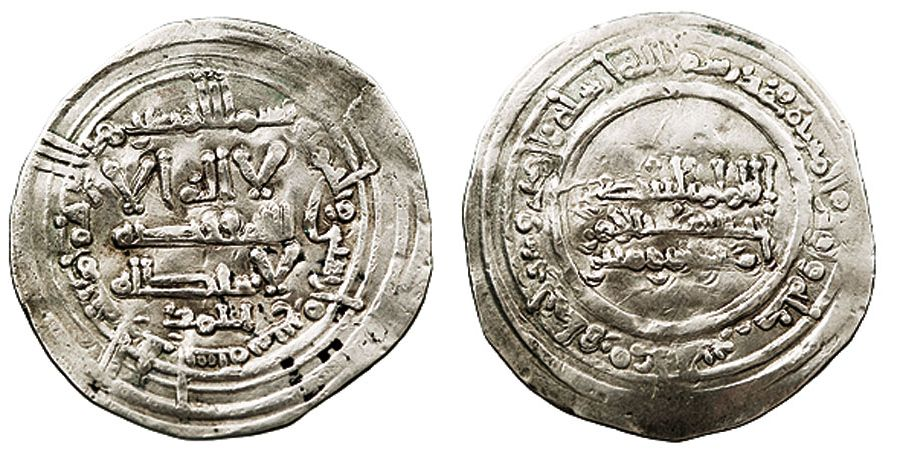
阿卜杜勒拉赫曼三世的迪拉姆
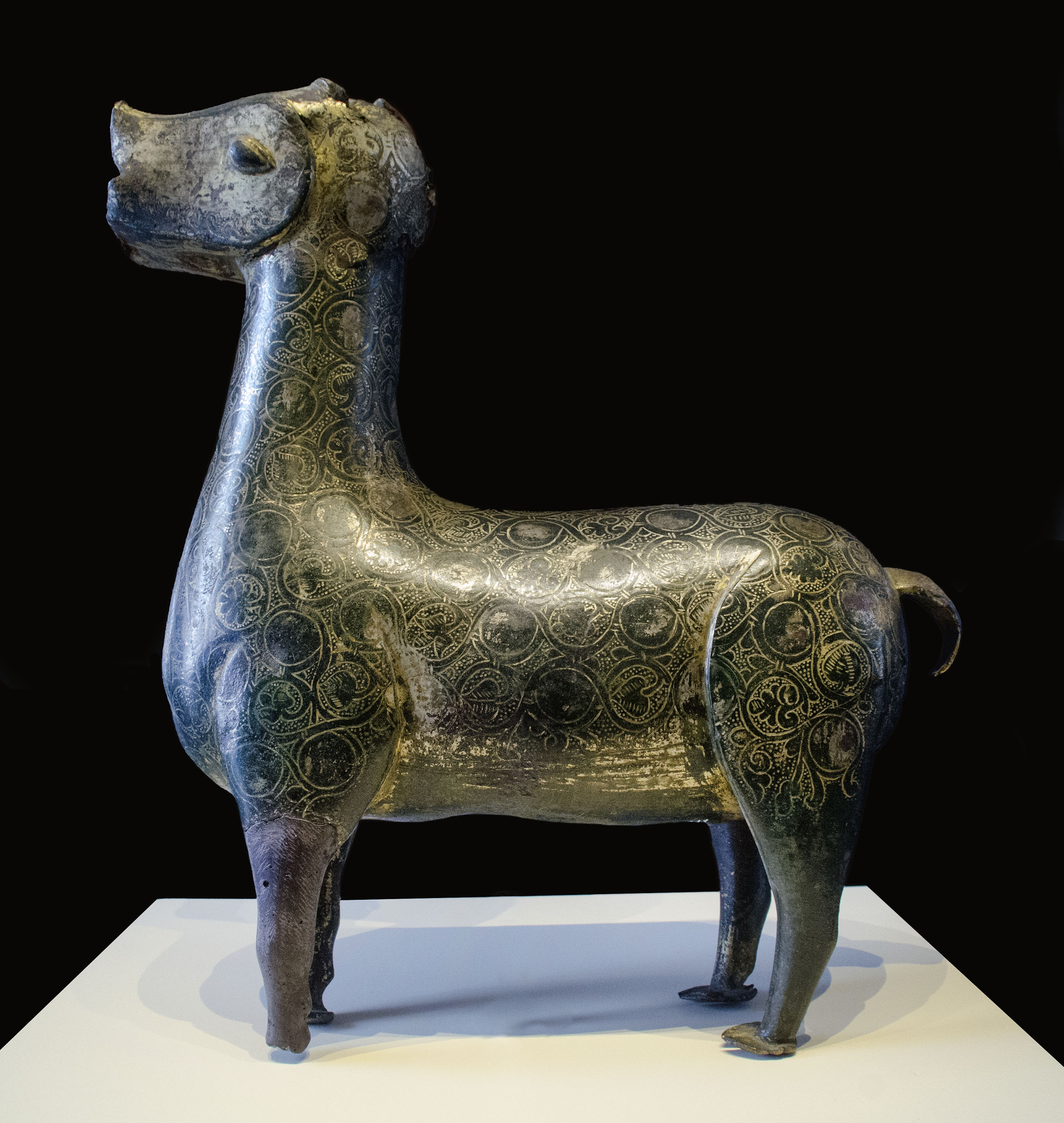
阿尔扎哈拉之鹿
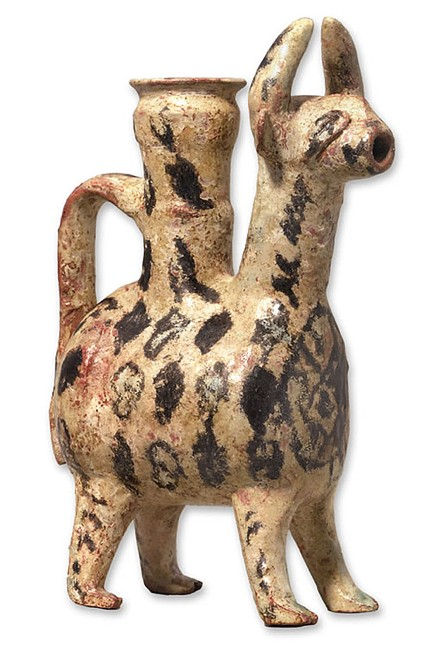
动物陶塑
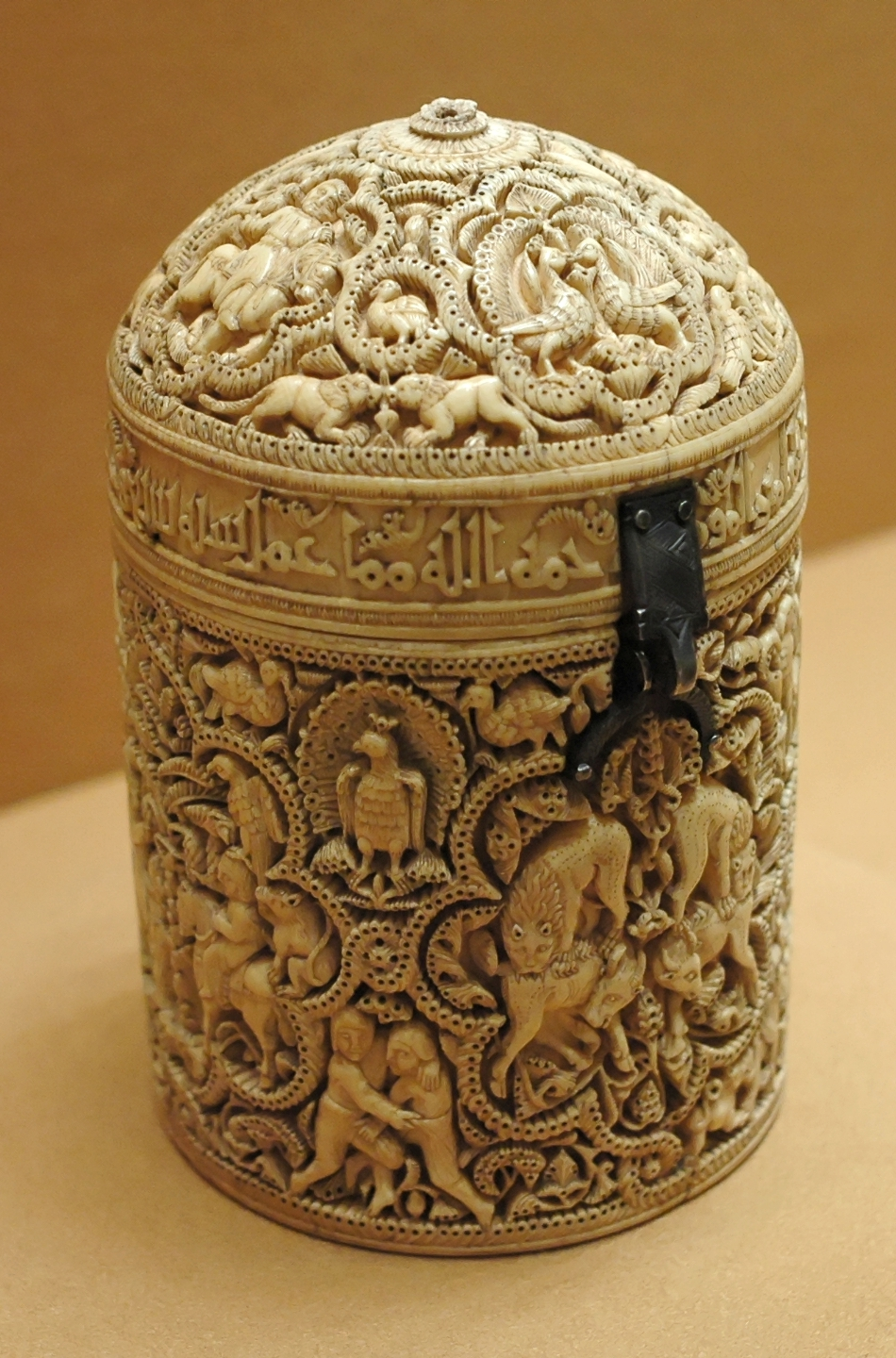
象牙盒

## 图集

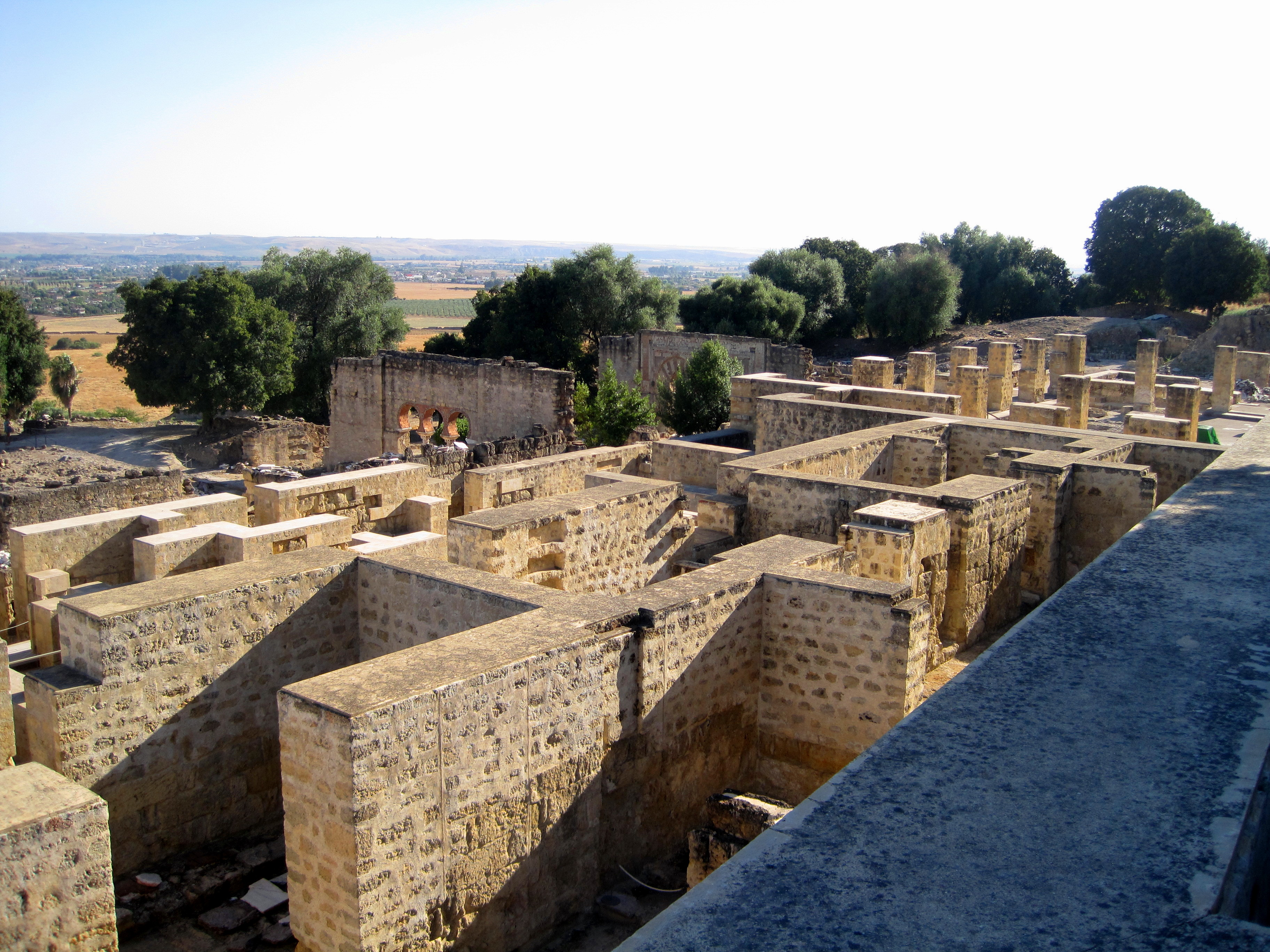
上层住宅
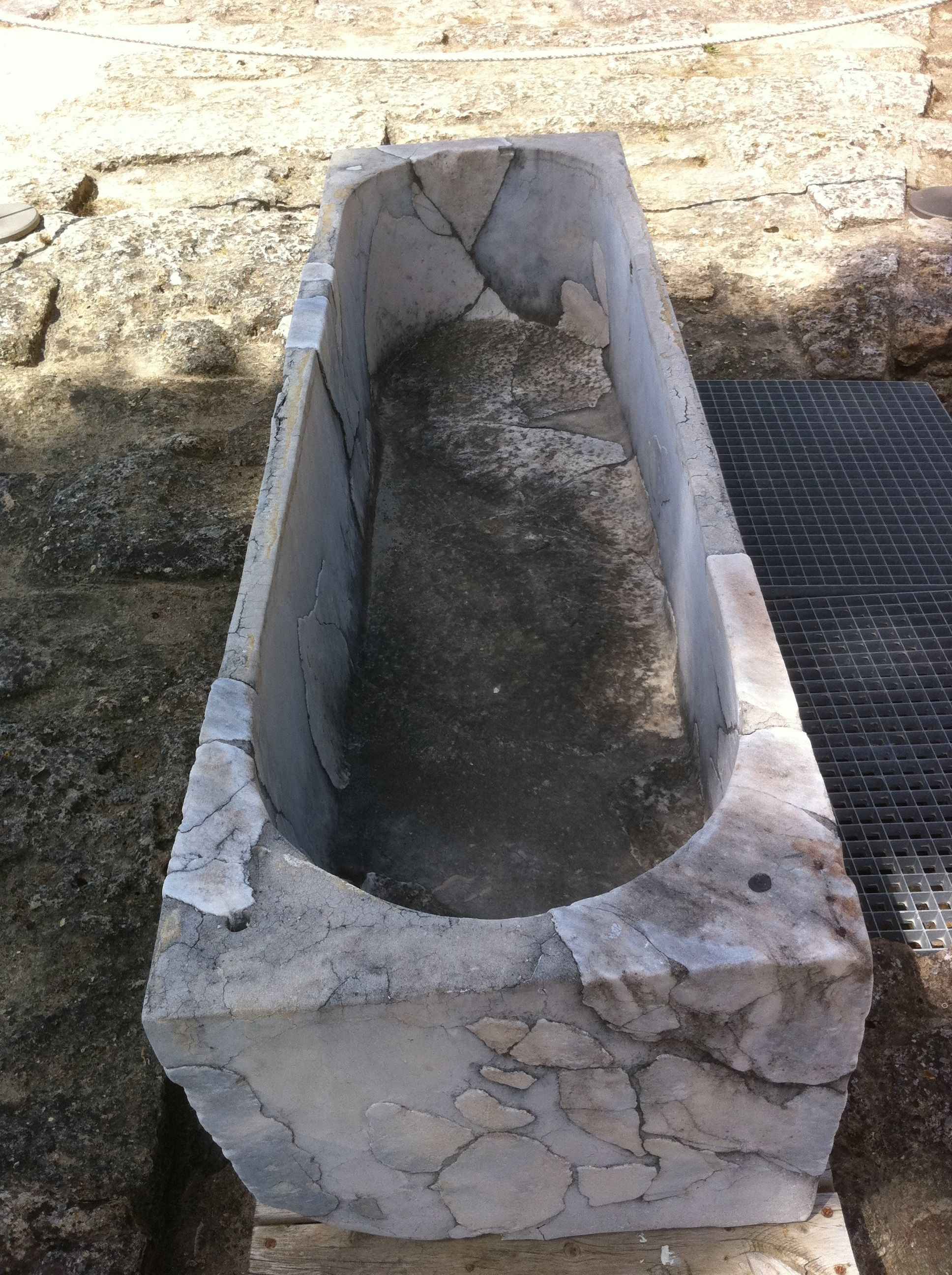
马槽
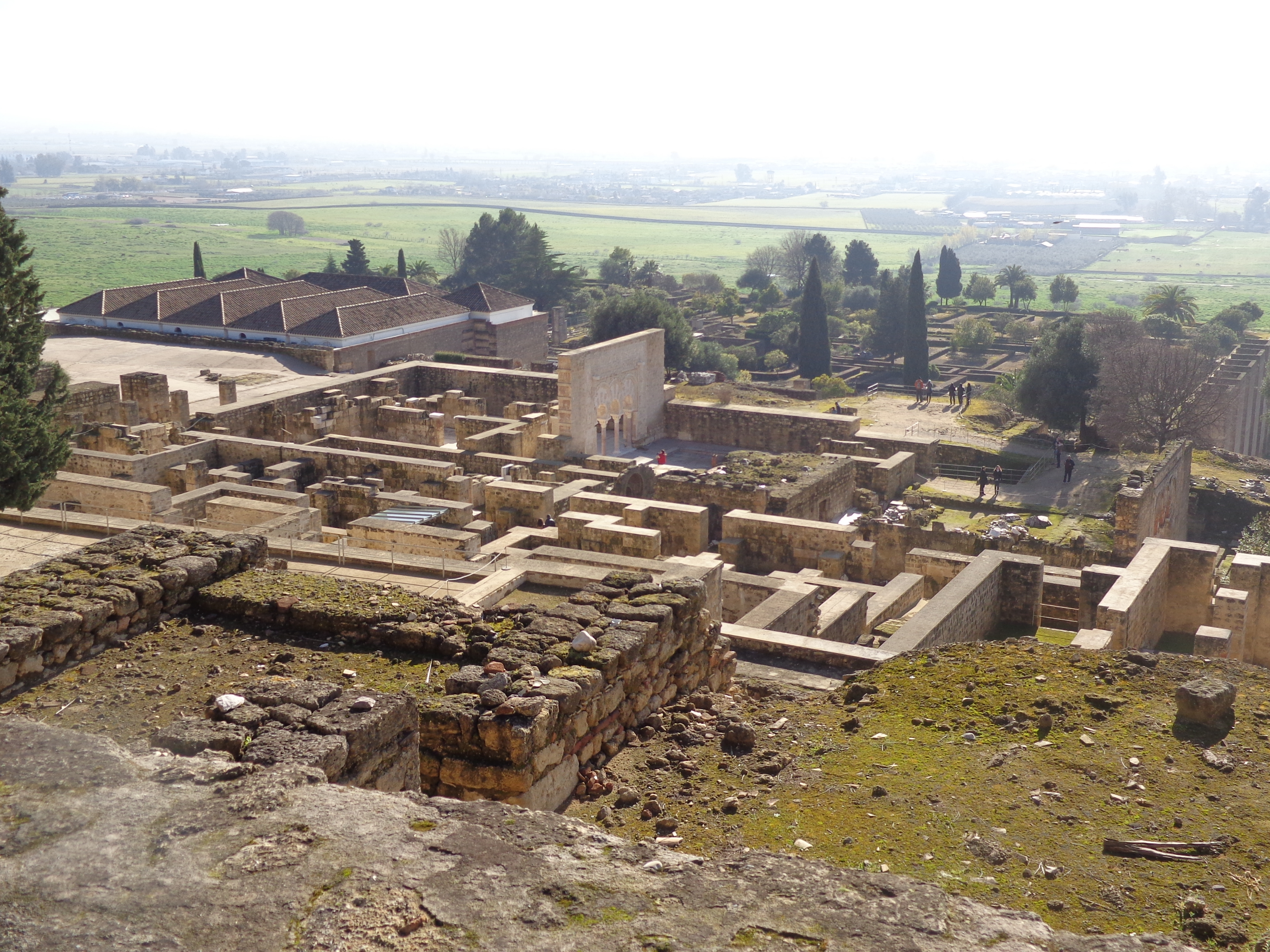
全貌
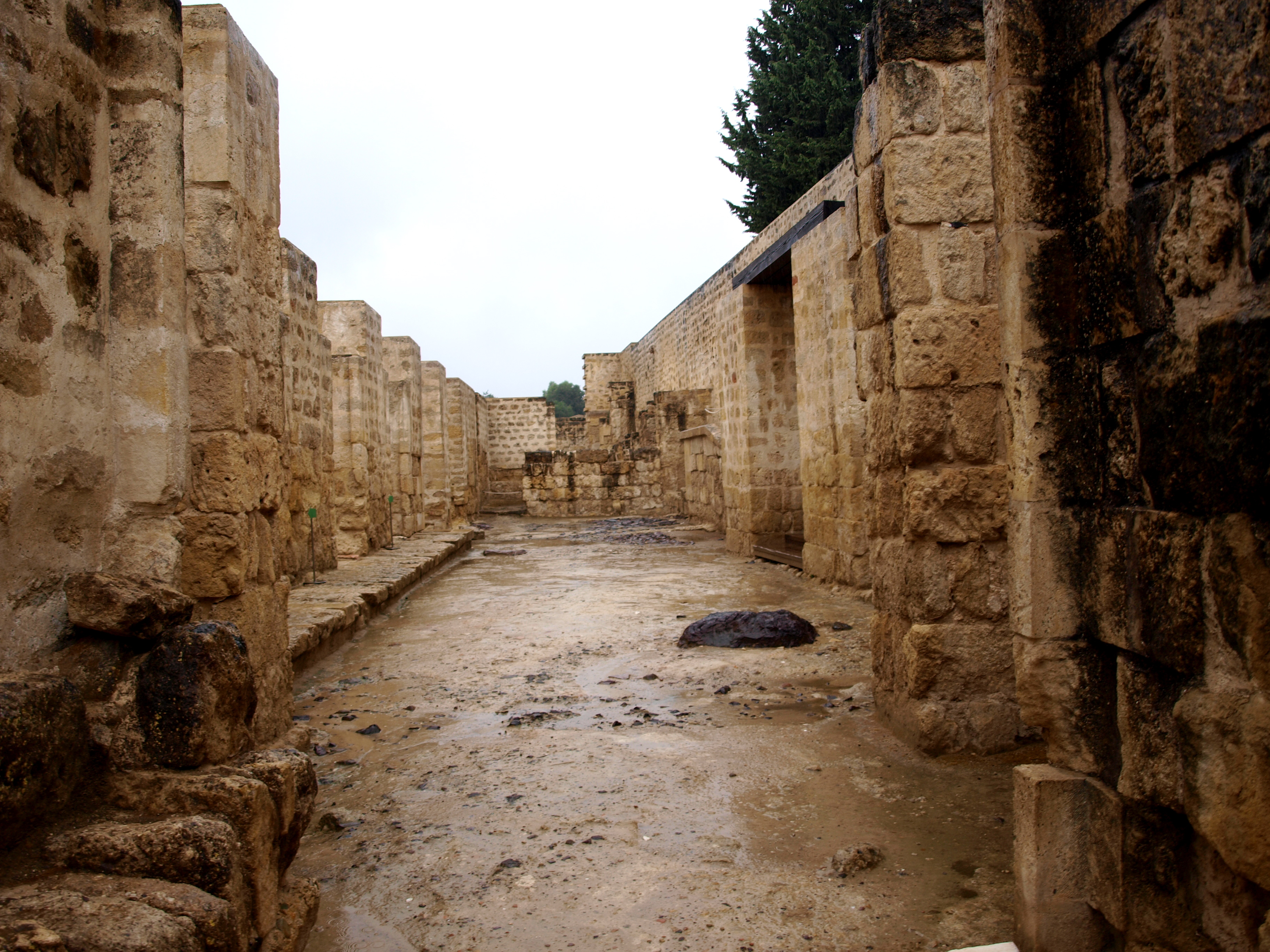
门卫
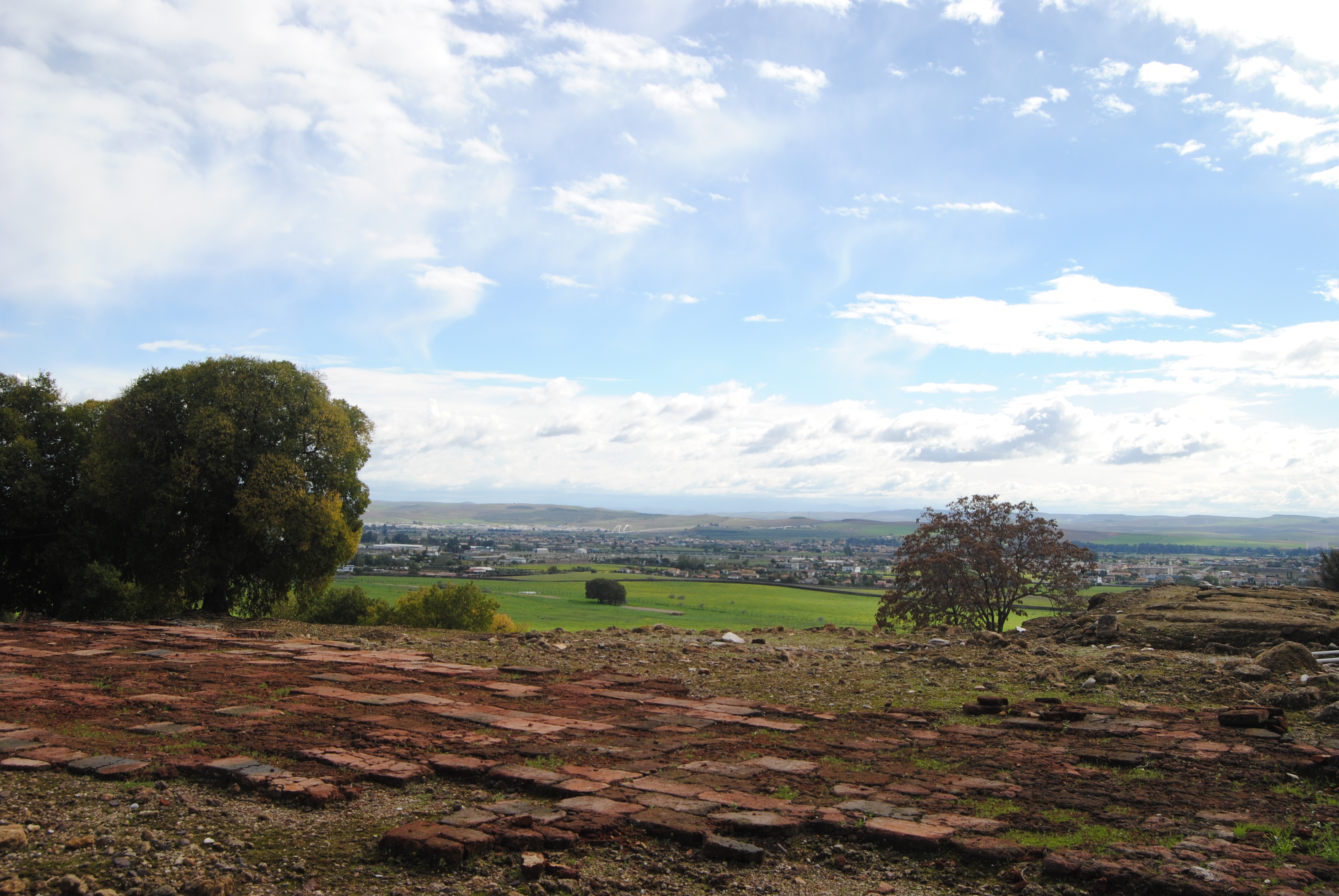
地砖
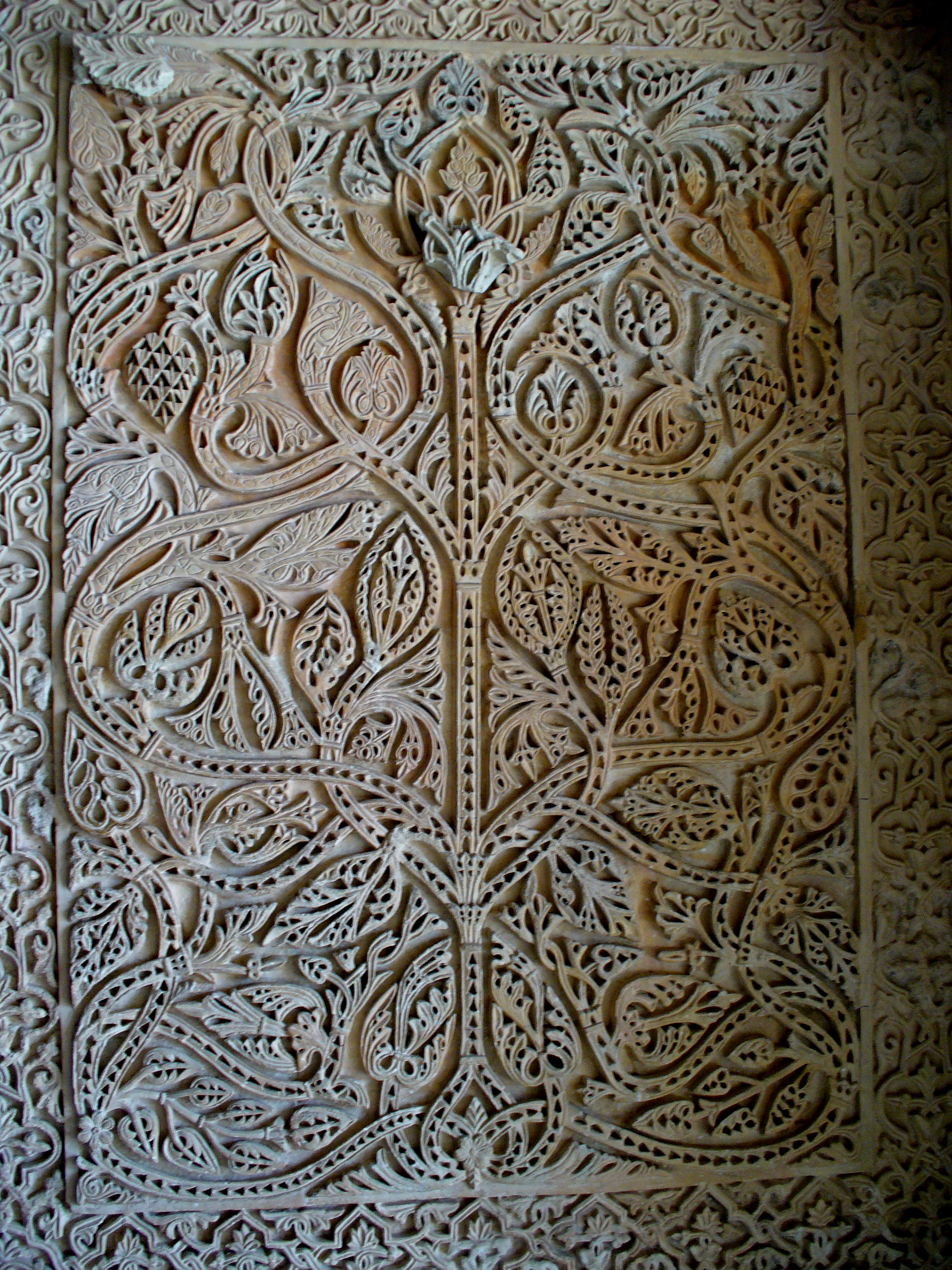
阿拉伯式花紋
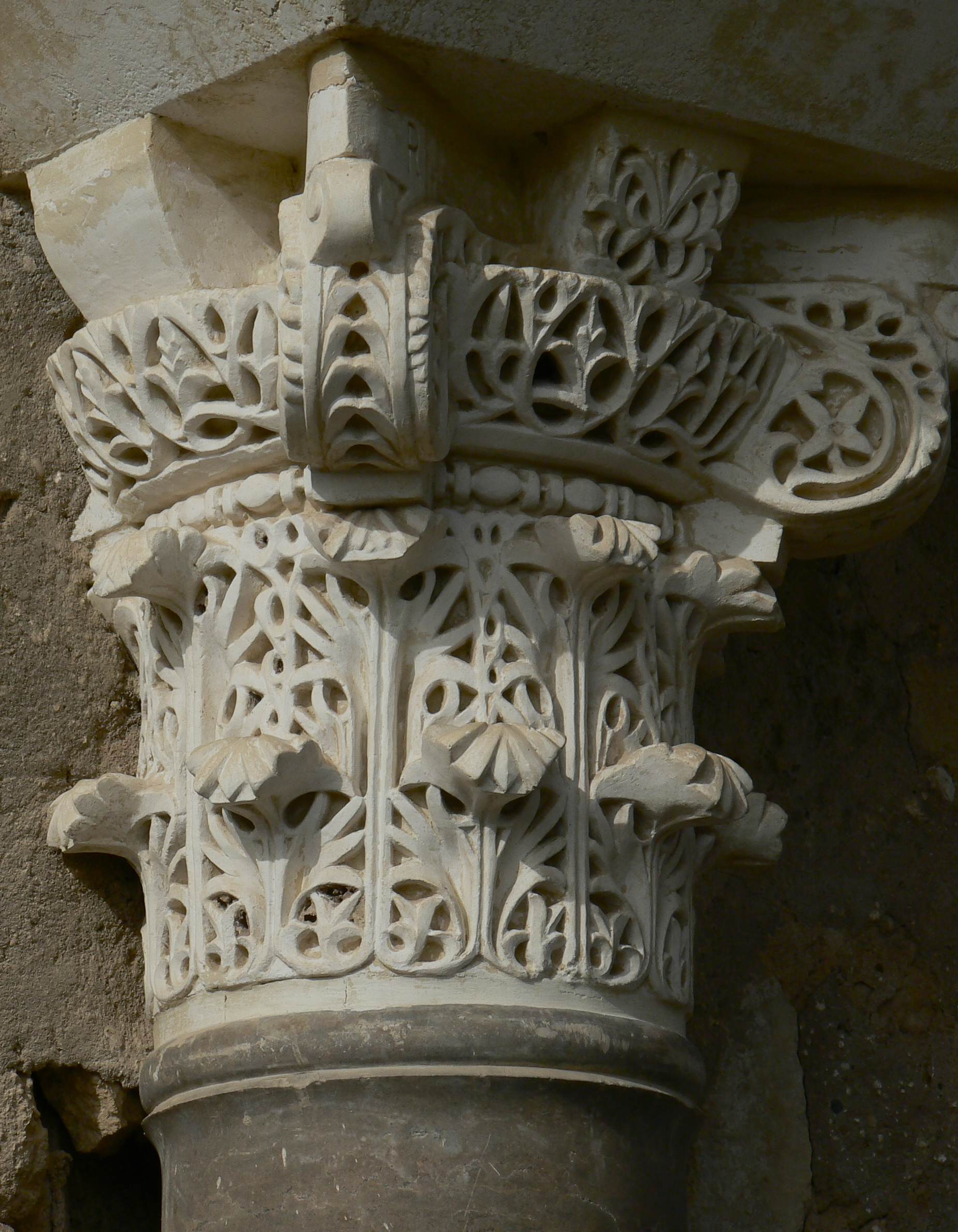
柱头细部
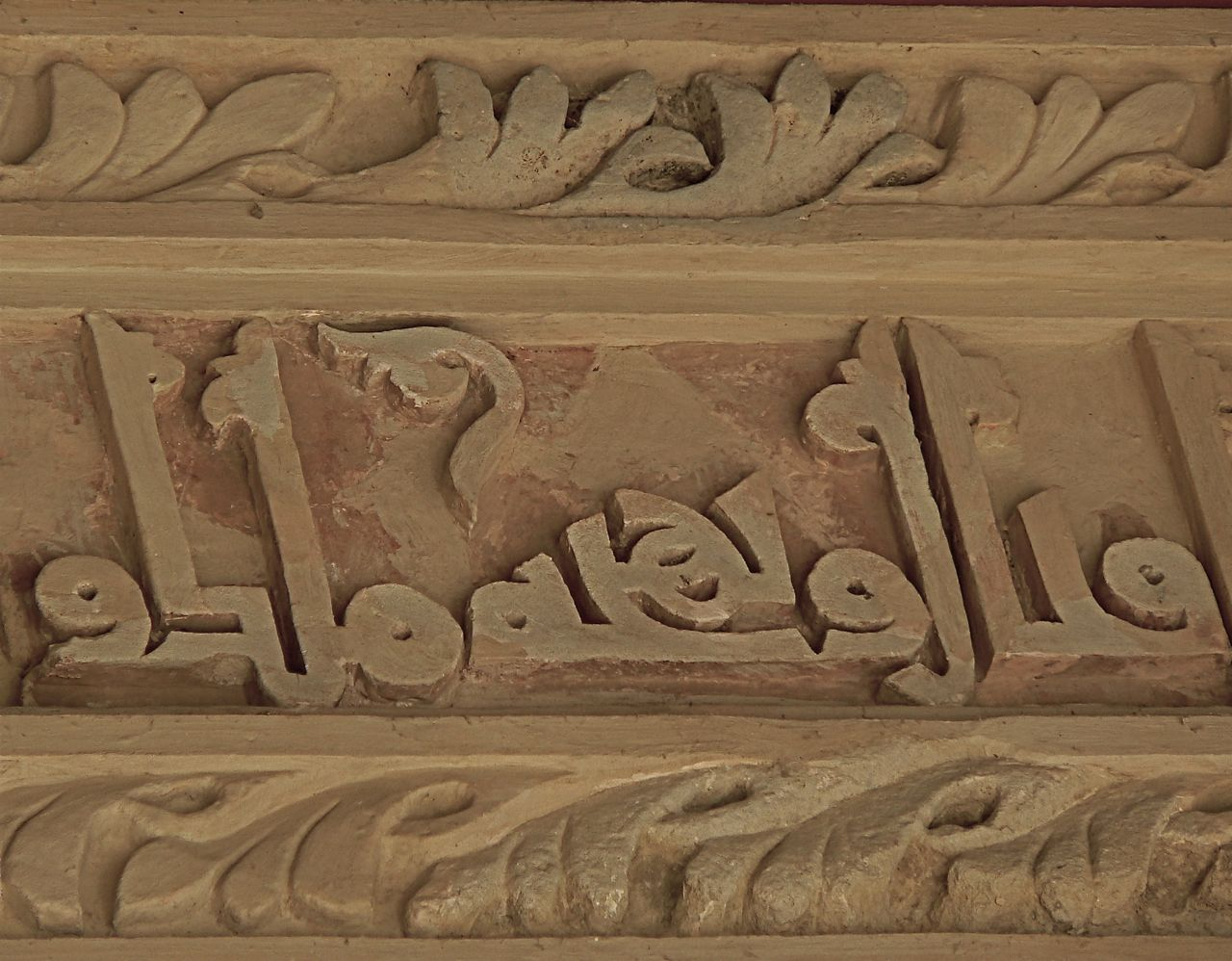
阿拉伯语铭文

## 扩展阅读
- Barrucand, Marianne; Achim Bednorz. . Taschen. 2002.
- D. Fairchild Ruggles, Gardens, Landscape, and Vision in the Palaces of Islamic Spain, Philadelphia: Pennsylvania State University Press, 2000（英文）
- D. F. Ruggles, “Historiography and the Rediscovery of Madinat al-Zahra',” Islamic Studies (Islamabad), 30 (1991): 129-40（英文）